# Drehleiter
Die Drehleiter (DL) ist das häufigste Hubrettungsfahrzeug bei Feuerwehren. Sie ist ein markantes Feuerwehrfahrzeug und kommt häufiger vor als der Teleskopmast. Heute verfügt die Drehleiter meist über einen Rettungskorb, der am sogenannten Leitersatz fest montiert ist oder in diesen eingehängt werden kann. In der Schweiz werden derartige Fahrzeuge Autodrehleiter genannt.

## Technik und Bauformen
Der Leiterpark besteht aus mehreren ineinanderliegenden Leitersegmenten, die motorisch ausgefahren werden. Er ist mit einem Drehkranz, der sich um 360° drehen lässt, auf dem Fahrzeugfahrgestell befestigt. Zur Bedienung des Leiterparks befindet sich auf dem Drehkranz neben der Leiter ein Steuerstand. Dieser wird meist vom Maschinisten bedient. Bei vielen Modellen gibt es zusätzlich die Möglichkeit, die Leiter vom Leiterkorb aus zu steuern.
Um für den Betrieb der Leiter einen stabilen Stand zu schaffen und ein Umkippen zu verhindern, werden seitliche Abstützungen ausgefahren. Hier sind Waagerecht-senkrecht-Abstützungen und Schräg-Abstützungen in Gebrauch.
Seit Januar 2006 gelten für Drehleitern zwei neue Normen, die DIN EN 14043 für vollautomatische Drehleitern und die DIN EN 14044 für sequenzielle (halbautomatische) Drehleitern. Die sequenziellen Drehleitern (DLS) können nur eine Bewegung zur selben Zeit ausführen, vollautomatische Drehleitern (DLA) alle Bewegungen gleichzeitig. Die beiden Normen ersetzen die alte Norm für Drehleitern DIN 14701 in allen drei Teilen.
Wie bei vielen Feuerwehrfahrzeugen (in Deutschland) werden auch bei Drehleitern die Haupteigenschaften in einer Kombination aus Buchstaben und Zahlen beschrieben. Früher wurde zwischen den Zahlen ein Bindestrich, nach der neuen Norm ein Schrägstrich verwendet. Bei der Typbezeichnung bedeuten:
- DL = Drehleiter,
- DLA = vollautomatische Drehleiter,
- DLS = sequenzielle (halbautomatische) Drehleiter,
- (K) = Kennzeichnung, ob sich ein Korb an der Drehleiter befindet (früher gemäß Norm als DLK bezeichnet),
- nur eine Zahl = Länge des ausgefahrenen Leiterparks in Metern (heute nicht mehr verwendet),
- erste Zahl = Nennrettungshöhe in Metern,
- zweite Zahl = Nennausladung in Metern.

Die Bezeichnung für eine automatische Drehleiter der 30-Meter-Klasse nach neuer Norm ist somit DLA(K) 23/12. Nach alter Norm wäre die Drehleiter schlicht als DLK 23-12 bezeichnet worden. Um sowohl sequenzielle als auch vollautomatische Drehleitern einzuschließen, wird diese alte Kurzbezeichnung im Folgenden nach wie vor verwendet.
Weitere Kürzel sind meist herstellerabhängig, wie z. B.:
- nB = niedrige Bauart
- SE = single-extension (Auszug des Leiterteils 1, vor den restlichen Leiterteilen;)
- SE = Schnelleinstieg (veraltet), hier Montage des Leiterstuhls zwischen den Achsen und nach hinten abgelegter Leiterpark
- CC = computer-controlled
- CS = computer-stabilized
- PLC = programmable logic controller (speicherprogrammierbare Steuerung)
- HZL = Hinterachszusatzlenkung (auch: EHZ = elektronische Hinterachszusatzlenkung)
- GL = zusätzliches Gelenk im Leiterpark (Leiterparkteil I)
- GLT = Gelenk im Leiterpark (Leiterparkteil I), zusätzlich teleskopierbar.

Am häufigsten sind in Deutschland Drehleitern der Bauart DLA(K) 23/12 bei den Feuerwehren zu finden, da damit an allen Gebäuden unterhalb der Hochhausgrenze angeleitert werden kann. In der Regel kann mit einer DLA(K) 23/12 bei der Nennrettungshöhe das 7. OG erreicht werden. Bei Hochhäusern ist zur Menschenrettung ein zweiter baulicher Rettungsweg oder ein Sicherheitstreppenraum erforderlich.
Größere Drehleitern als die DLA(K) 23/12 sind in Deutschland in der Regel nicht erforderlich und werden in der Regel nur von Werkfeuerwehren benutzt, da größere Leitern die zulässige Gesamtmasse von 16 t deutlich überschreiten. Dies ist insofern wichtig, als alle Aufstellflächen und Zufahrten für die Feuerwehr nach DIN 14090 für eine maximale Belastung von 16 t bei einer Achslast von 10 t zugelassen sind. Ebenso sind kleinere Drehleitern wie beispielsweise die DLA(K) 18/12 oder DLA(K) 12/9 nicht weit verbreitet. Nach der aktuellen DIN-EN-Norm beträgt das maximal zulässige Gesamtgewicht für eine DLA(K) 23/12 16 Tonnen, für eine DLA(K) 18/12 14 Tonnen und für die DLA(K) 12/9 13 Tonnen.
In engeren Straßen können viele moderne Drehleitern auch bei unterschiedlich weit ausgefahrenen Stützen sicher eingesetzt werden (Vario-Abstützung).
Drehleitern neuerer Bauart führen häufig zusätzliche Hersteller-Bezeichnungen hinter der Klassifizierung, die auf eine Computerüberwachung hinweisen, z. B. CS für „computer-stabilized“ (DLA(K) 23/12 CS) oder PLC für „programmable logic controller“ (DLA(K) 23/12 PLC III). Leiterbühnen (LB) besitzen einen im Vergleich zur Drehleiter größeren Korb, werden aber heute nicht mehr gebaut.

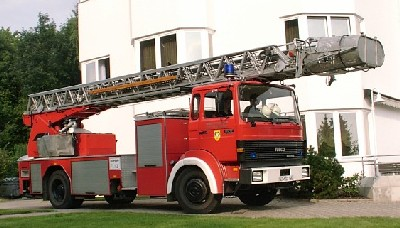
Drehleiter mit Korb DLK 23-12
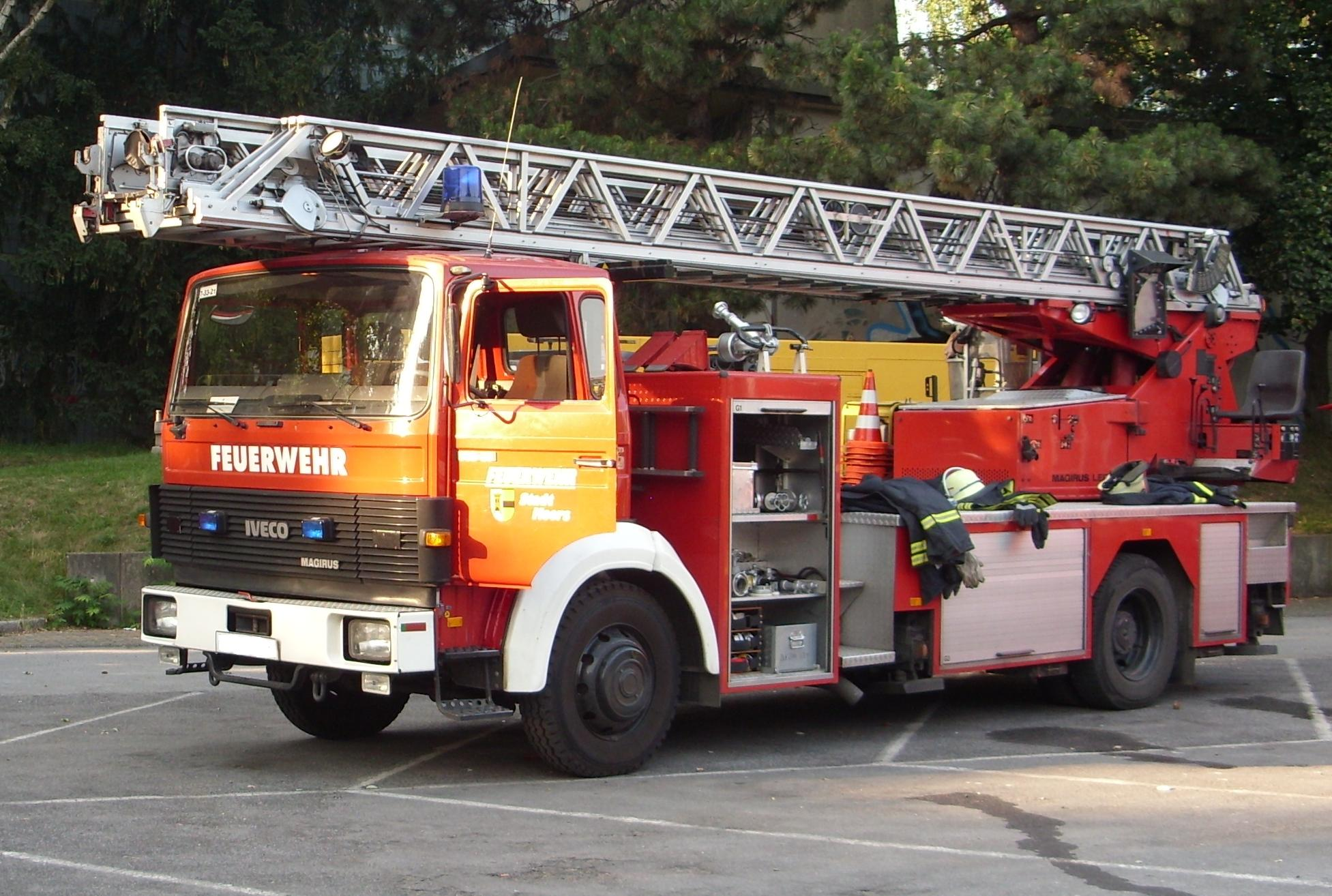
Drehleiter DLK 23-12 (hier muss der Korb noch montiert werden, er hängt rechts von der Leiter)
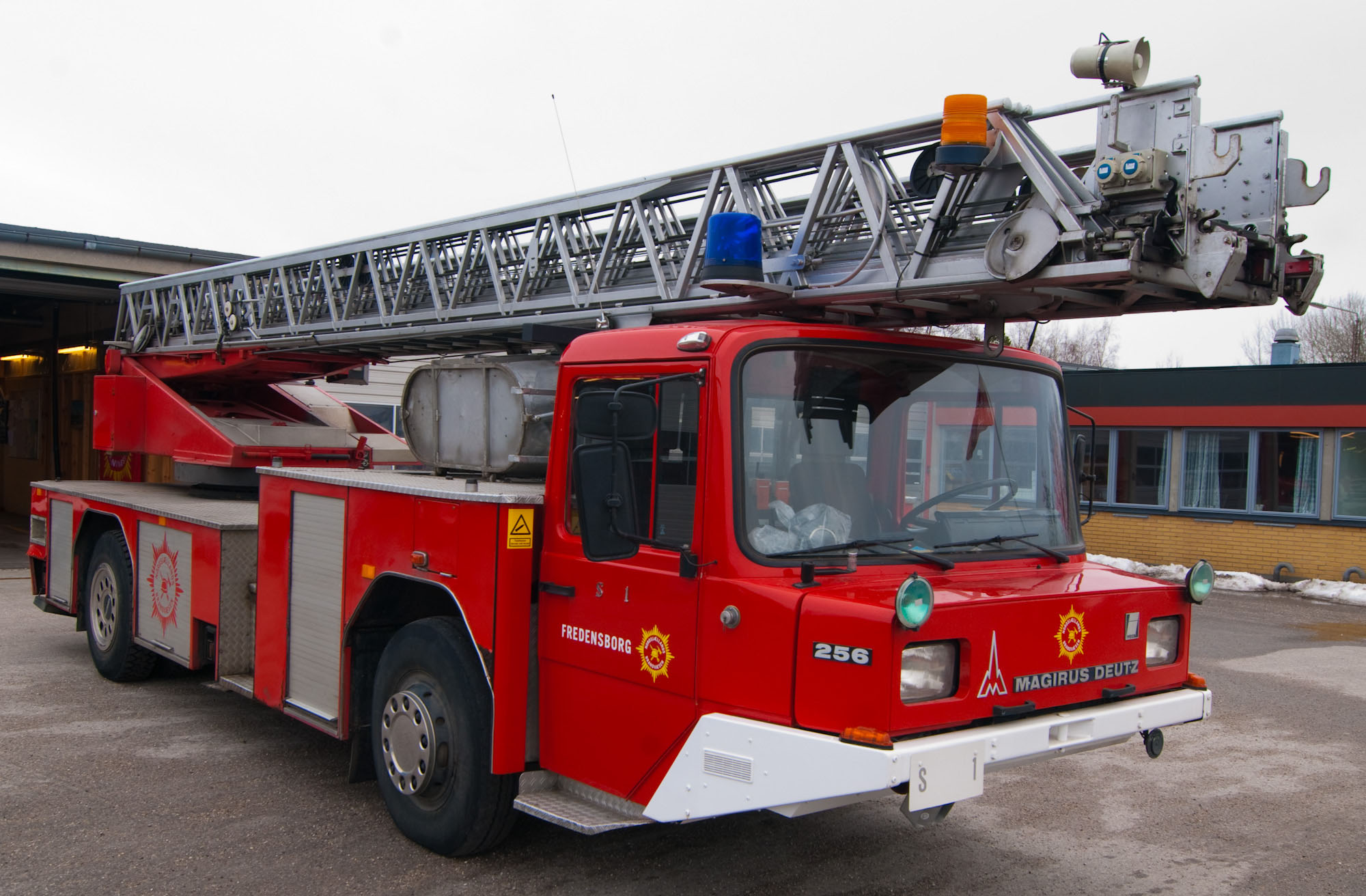
DLK 23-12 niedriger Bauart auf Magirus-Deutz
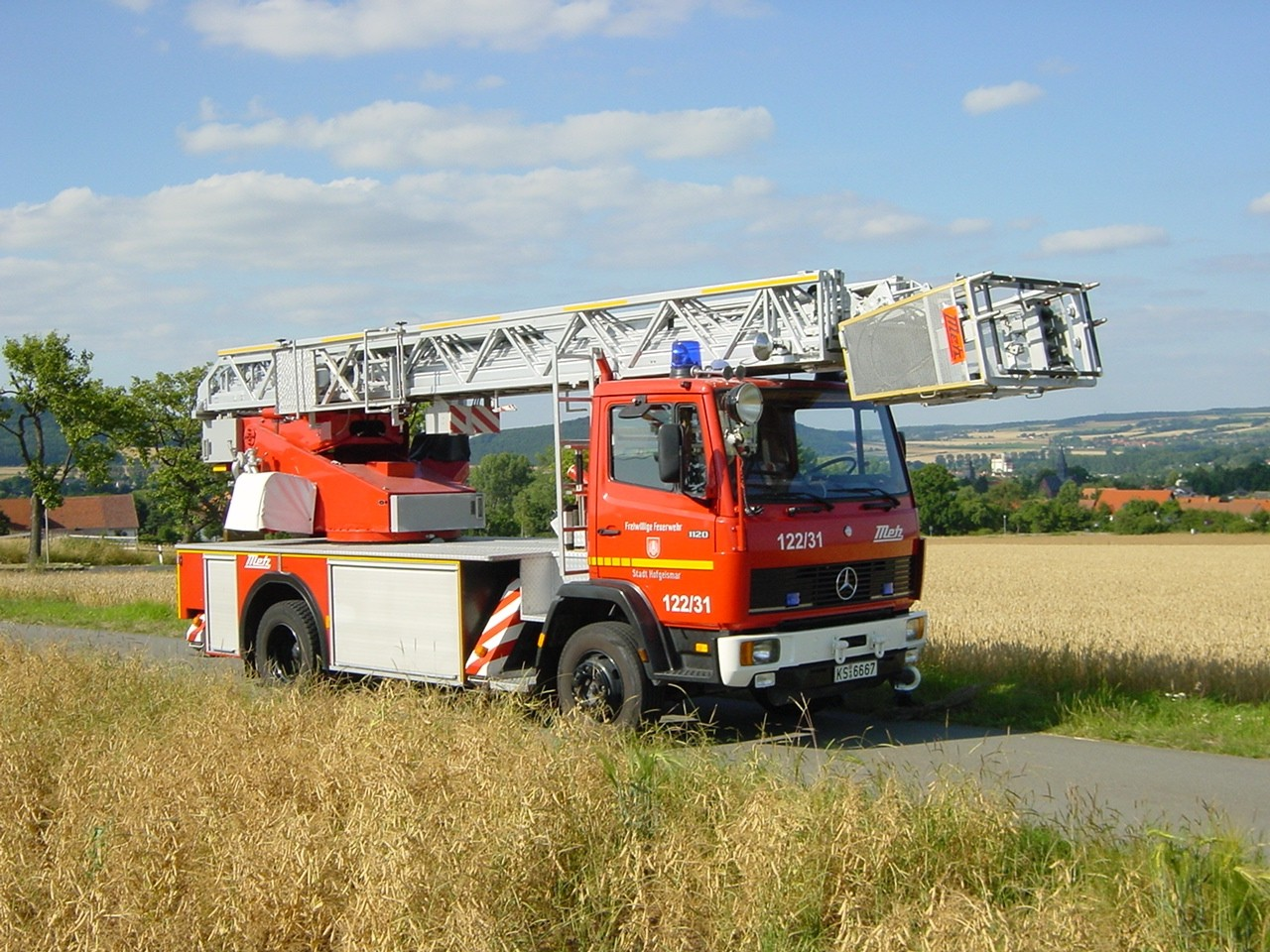
DLK 18-12 auf Mercedes-Benz LN
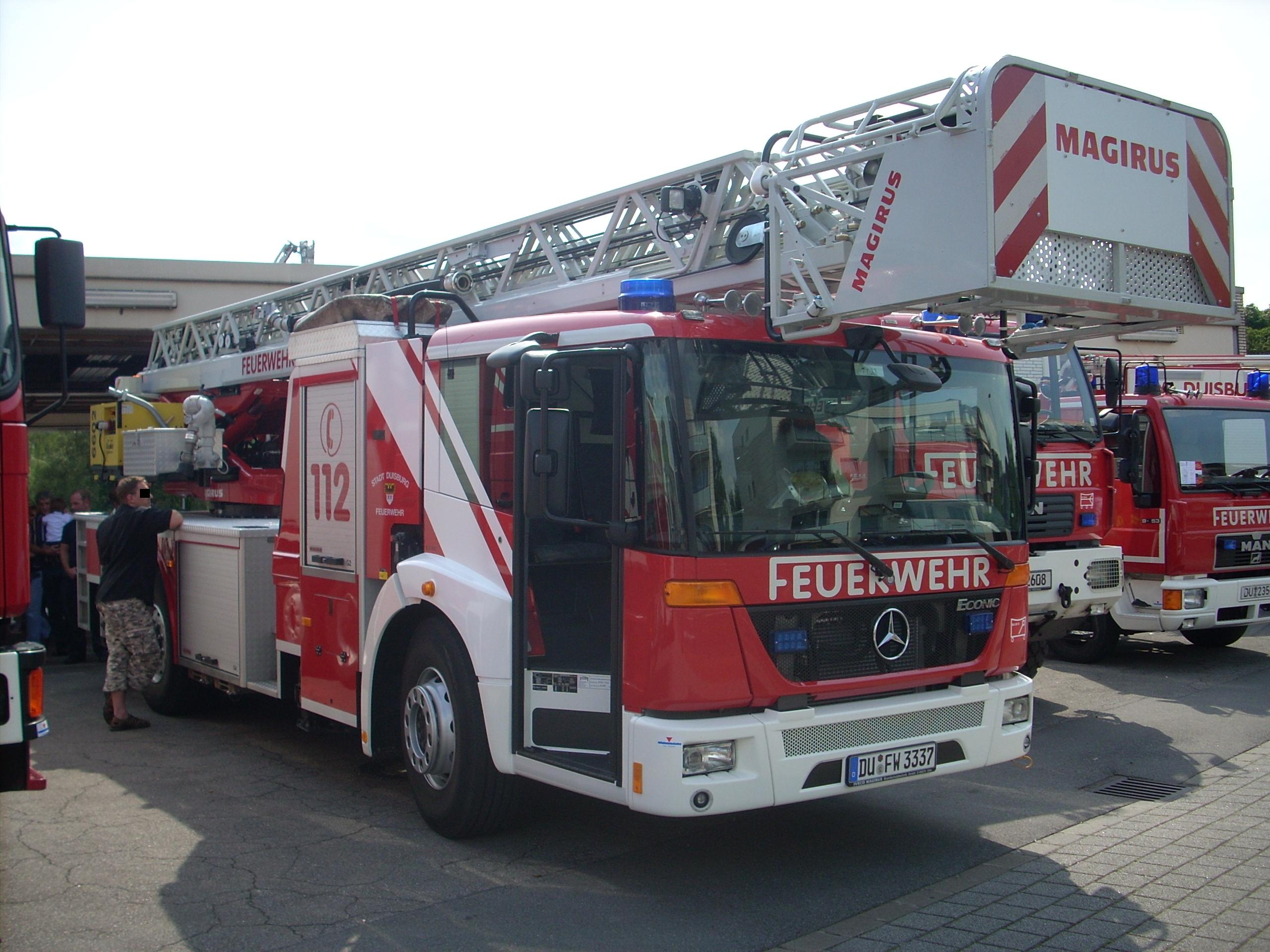
DLK 23-12 der Feuerwehr Duisburg
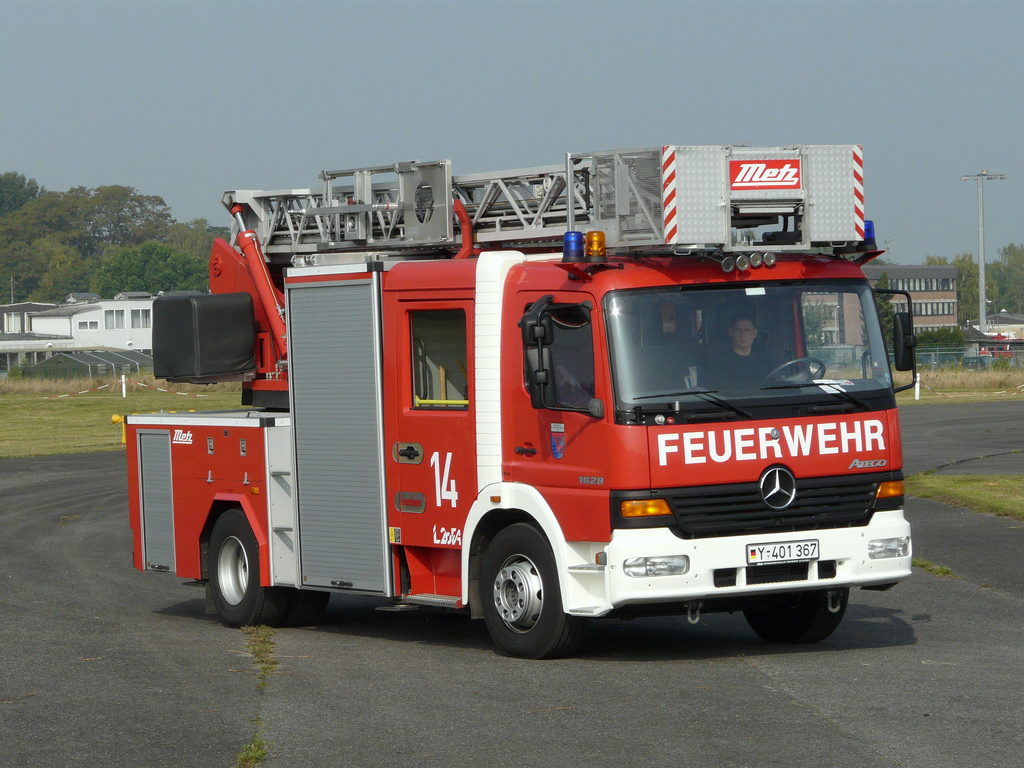
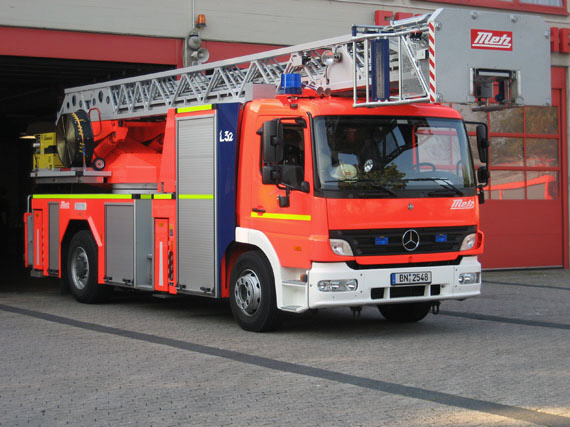
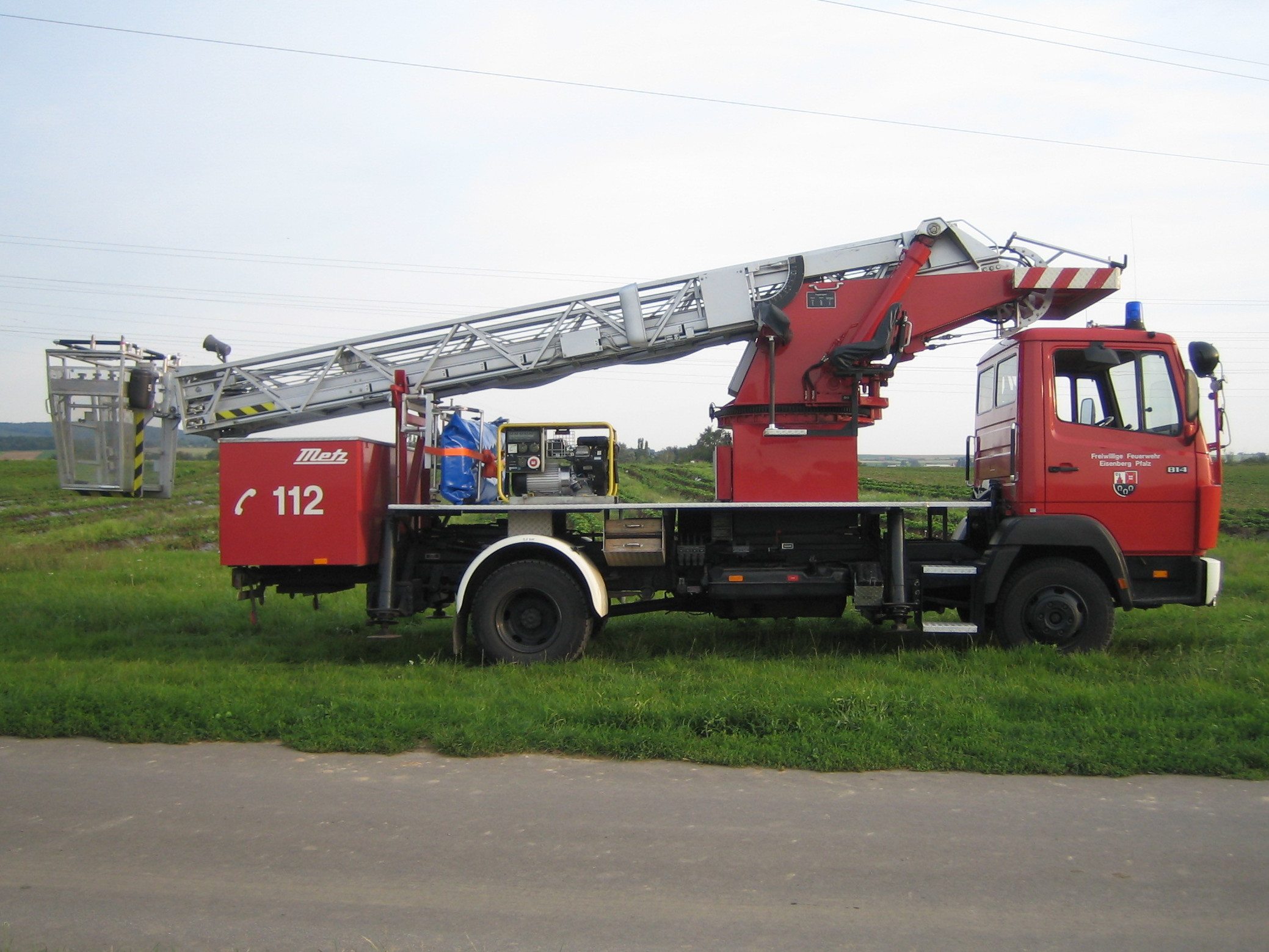
DLK 16-4 SE. Das Fahrzeug erfüllt auch die Anforderungen einer DLK 12-9, wurde jedoch 1989 in Dienst gestellt, bevor die DLK 12-9 genormt war.
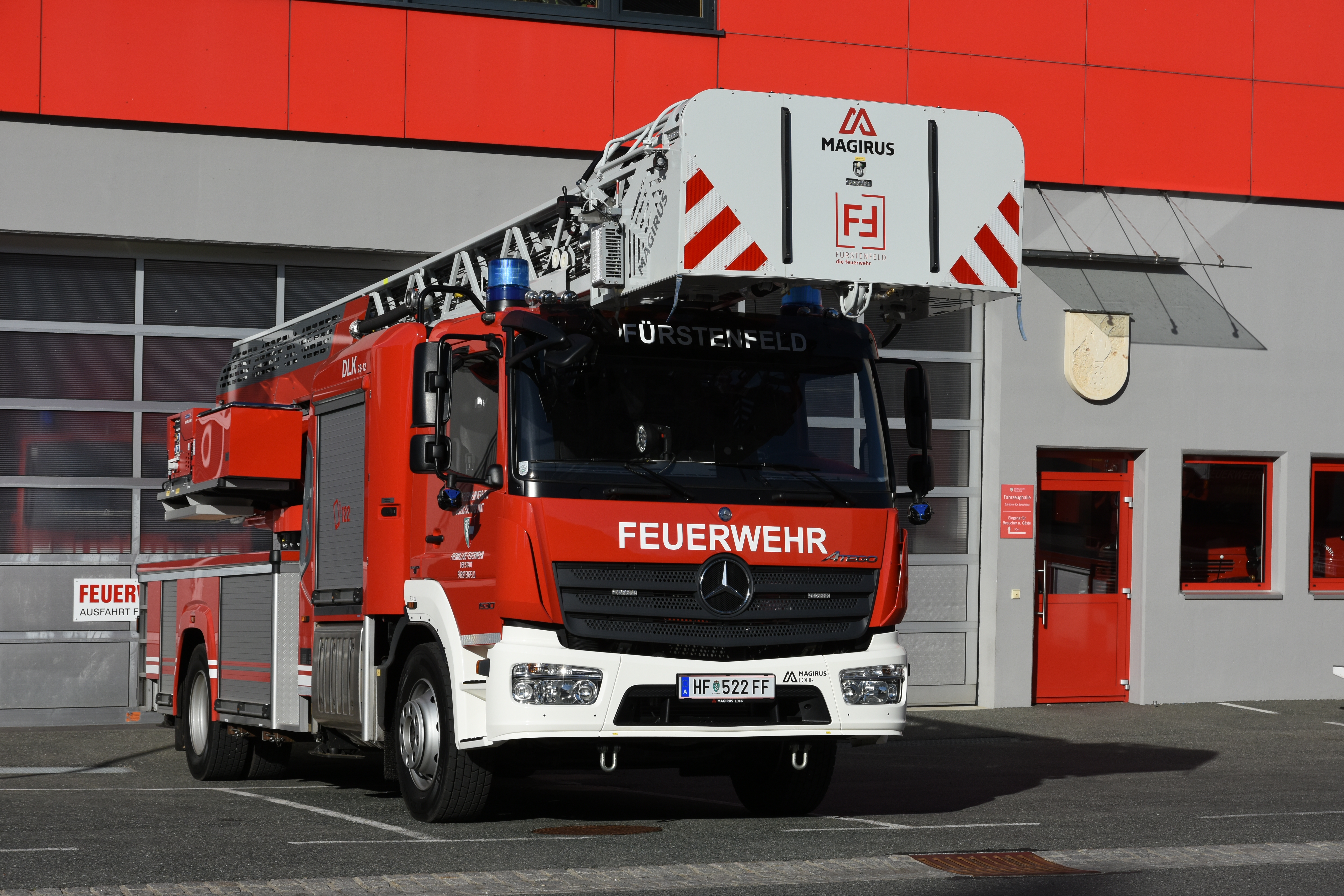

## Aufgaben und Einsetzbarkeit

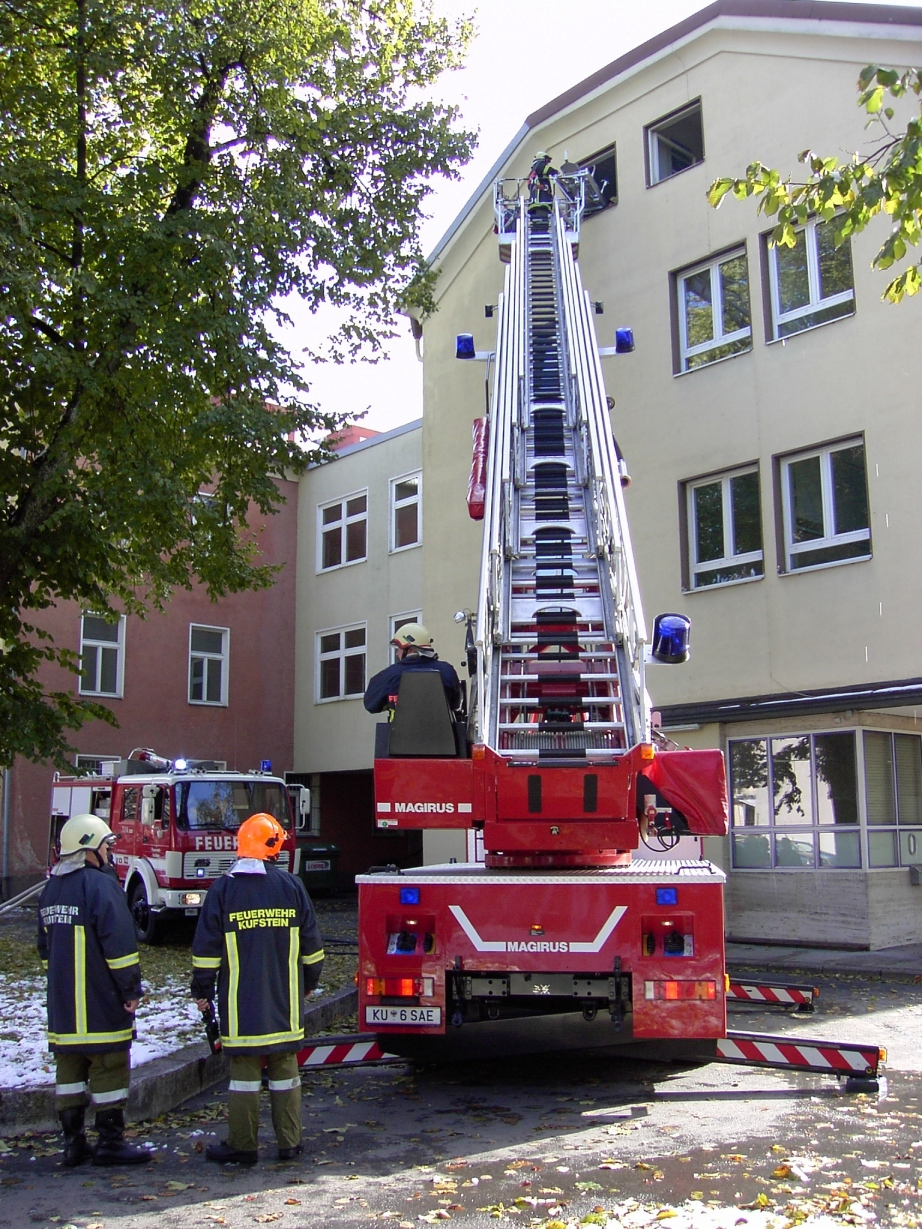
Übung mit einer Drehleiter

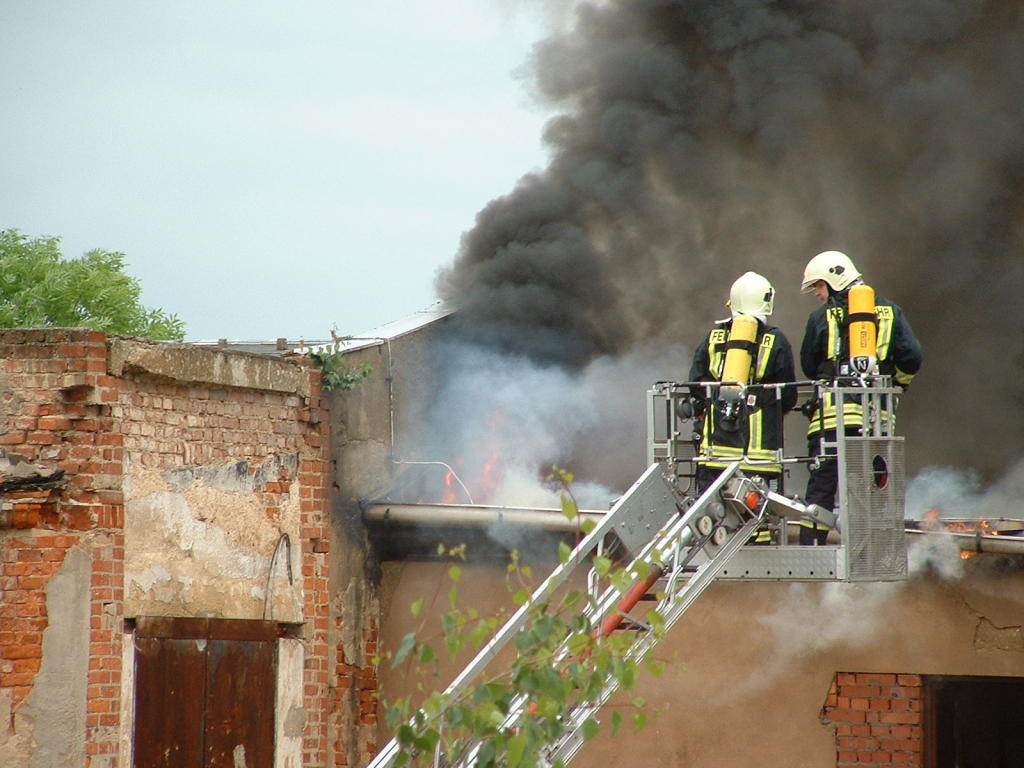
Drehleiter im Einsatz

Die erste Aufgabe für die Drehleiter am Einsatzort ist die Menschenrettung. Bei Drehleitern mit Rettungskorb können die geretteten Personen im Korb sicher nach unten befördert werden.
- Personenrettung. An vielen Leiterkörben kann eine Halterung für eine Krankentrage montiert werden. Dann ist es möglich, eine auf der Trage liegende verletzte Person schonend aus einer hochgelegenen Wohnung zu transportieren. Die Drehleiter kann auch zur Rettung von Personen aus Tiefen eingesetzt werden.
- Löschangriff von außen. Hierzu können an den meisten Drehleiterkörben Wasserwerfer montiert werden. Hiermit kann entweder direkt von außen das Feuer bekämpft werden oder der Angriffstrupp kann vom Leiterkorb aus über einen Balkon oder durch ein Fenster ins Gebäude eindringen. Dann wird vom Wenderohr aus eine weitere Schlauchleitung ins Innere des Gebäudes verlegt. Auch wenn kein Korb vorhanden ist, kann von der Leiter aus ein C-Rohr vorgenommen werden, wenn sich der Angriffstrupp mittels Feuerwehrhaltegurt an der Leiter sichert.
- Beleuchtung. Am Leiterkorb können Scheinwerfer oder Beleuchtungsballone zur Ausleuchtung einer Einsatzstelle befestigt werden.
- Belüftung. Über eine spezielle Halterung können auch elektrische Lüfter angehängt und somit zur Belüftung von verrauchten Brandobjekten eingesetzt werden.
- Anleiterbereitschaft. Wird die Drehleiter im Einsatz nicht als Angriffsweg für vorgehende Trupps bzw. zur Menschenrettung eingesetzt, so wird sie in manchen Feuerwehren zur „Eigensicherung“ für vorgehende Trupps im Innenangriff eingesetzt. Man spricht dabei von Anleiterbereitschaft. In der Regel wird die Drehleiter mit ihrem Rettungskorb/Leiterpark hierzu an einem Fenster in der Nähe der Einsatzstelle (z. B. mit Brand beaufschlagte Wohnung oder Einsatzziel des Trupps bei Menschenrettung) in Stellung gebracht. Die Position des Korbs bzw. des Leiterparks wird den im Innenangriff befindlichen Trupps mitgeteilt, welche sich in einer Gefahrensituation (z. B. abgeschnittener Rückzugsweg) zu dem jeweiligen Fenster begeben können.

Feuerwehren bedienen sich verschiedener Alarm- und Ausrückeordnungen, um bei einem Alarm möglichst schnell die nötigen Helfer und Geräte vor Ort zu haben. Bei Gebäudebränden wird in aller Regel ein Löschzug alarmiert, der bei größeren Feuerwehren immer eine Drehleiter beinhaltet.
Die DLA(K) 23-12 rückt meist im Löschzug an zweiter oder dritter Stelle, in Freiwilligen Feuerwehren oft sogar an erster Stelle und gelegentlich auch mit dem Rüstzug aus. Neben Brandeinsätzen kommt sie oft auch bei der Höhen- oder Tiefenrettung zum Einsatz. Auch wird sie gelegentlich zur Tierrettung benötigt.
Drehleitern sind üblicherweise für eine Truppbesatzung (1/2) ausgelegt. Drehleitern mit Staffelbesatzung (1/5) werden heute nur noch von wenigen Feuerwehren benutzt.
Drehleitermaschinisten werden in Deutschland an den Landesfeuerwehrschulen oder Schulen der Berufsfeuerwehren ausgebildet. Wichtig ist neben dem eigentlichen Betrieb und der Bedienung der Drehleiter vor allem die Einsatztaktik. Hier hat sich als Standardtaktik bei vielen Feuerwehren die HAUS-Regel bewährt, mit der Drehleitereinsätze leicht und sicher abgearbeitet werden können.

## Feuerwehrtechnische Beladung
Die feuerwehrtechnische Beladung von Drehleitern ist vergleichsweise gering. Ein wichtiger Bestandteil der Beladung ist ein Schlauch, der mindestens so lang ist wie die voll ausgefahrene Leiter. Mit ihm wird der Wasserwerfer oder das Wenderohr im Leiterkorb mit Wasser versorgt. Zusammengekuppelte Schläuche können hierfür nicht verwendet werden, da der Schlauch auf den Leitersprossen liegt und eine Schlauchkupplung sich beim Ein- oder Ausfahren der Leiter sofort verhaken würde.
Zusätzlich kann eine Ausrüstung zur Absturzsicherung oder zur Rettung aus Höhen und Tiefen wie etwa das Absturzsicherungsset oder das Rollgliss mitgeführt werden. Oft befinden sich auch ein Überdruckbelüfter und Krankentragen auf diesem Fahrzeug.

## Geschichte

### Allgemeine Kurzchronik
Die erste Drehleiter der Welt wurde am 2. Mai 1802 in Paris vorgestellt. Edouard Regnier entwarf im Rahmen eines Konstruktionswettbewerbs eine fahr- und drehbare Feuerleiter, welche durch Zahnstangen und Getriebe ausgefahren werden konnte. Im Jahr 1808 wurde in Knittlingen die erste fahrbare Drehleiter Deutschlands in Dienst gestellt; damit gilt die Feuerwehr Knittlingen als „Erfinder der fahrbaren Drehleiter“ in Deutschland: Nachdem die Stadt Knittlingen durch mehrere Feuer stark zerstört worden war, kaufte die Gemeinde im Jahr 1808 zwei weitere Handfeuerspritzen zum Preis von 18 Gulden. Zeitgleich wurde ein „Feuerwagen“ bestellt. Dieser „Feuerwagen“ stellte damit die erste deutsche, fahrbare Drehleiter dar. Ein Auszug aus dem Gerichtsprotokoll vom 19. Februar 1808 beschreibt hierzu:

„Es wurde ein Modell von einer sehr nützlichen Maschine, welche besonders auch den Beifall Sr. Königlichen Majestät erhalten hat, vorgezeigt, welches darin besteht, dass die Feuerleitern auf einem Wagen befestigt, durch eine Walze nach den Umständen in die Höhe getrieben werden, und nach jeder beliebigen Seite gerichtet werden können. Diese Feuerleiter habe besonders den Vorzug, Dass sie sehr leicht zu transportieren sie und durch den höchst einfachen Mechanismus des Treibrades aufgerichtet werden, welches bei den gewöhnlichen Feuerleitern höchst beschwerlich ist. Man hat daher die Anschaffung dieses Feuergerätes einstimmig beschlossen und da die hiesigen Wagenmeister aus Mangel an vorrätigem Handwerksholz sich auf diese Arbeit nicht einlassen konnten, den Wagnermeister Andreas Scheck in Lienzingen die Verfertigung dieses Feuerleiterwagens überlassen. Der Preis dieses Wagens betrug 56 Gulden.“

Es handelte sich dabei um einen vierrädrigen Pferdewagen mit einer 11 m hohen zweiteiligen Leiter, die auf einem Drehgestell auf der Vorderachse ruhte. Nach ihrem aktiven Einsatzdienst wurde die Drehleiter 1954 an die Firma Magirus in Ulm verkauft. Die Firma Magirus gab später die Drehleiter an das Feuerwehrmuseum in Fulda weiter, wo sie heute noch besichtigt werden kann.
1877 erhielt die Berufsfeuerwehr Leipzig als erste Feuerwehr in Deutschland eine Pferdezug-Drehleiter mit einem dreiteiligen Leitersatz, welcher eine Höhe von 23 Metern erreichte.
Im Jahr 1904 stellte die Firma Magirus das erste Leiterfahrzeug vor, bei welchem der Fahrzeugmotor auch für den Leiterbetrieb genutzt werden konnte. Alle zuvor entwickelten Fahrzeuge hatten stets auf manuellen Prinzipien zum Auszug der Leiter beruht. Realisiert wurde dies durch einen automatisch petroleumbeheizten Kessel und drei Dampfmaschinen für Fortbewegung, Aufrichtgetriebe und Ausziehgetriebe.
In der Zeit des Nationalsozialismus wurde im Zuge der erstmaligen Normung kommunaler Feuerwehrfahrzeuge die leichte Drehleiter (LDL) eingeführt. Handantrieb war bei Drehleitern dieser Größenordnung damals üblich. Die LDL wurden auf einem leichten Lkw-Fahrgestell mit einer Nutzlast von 1,5 Tonnen aufgebaut und hatten eine Leiterlänge von 17 m. 1943 wurde dieser Typ DL 17 genannt, diese Bezeichnung wurde zunächst auch nach dem Zweiten Weltkrieg beibehalten.
1951 präsentierte Magirus-Deutz auf der IAA die damals höchste Drehleiter der Welt, die eine Steighöhe von 52 + 2 Metern hatte. 1953 brachte Magirus-Deutz dann die erste komplett hydraulisch bewegte Drehleiter auf den Markt.
In der ersten Nachkriegsnorm, der DIN 14701 aus dem Jahr 1957, waren eine DL 18 als Nachfolger der DL 17 und eine ebenfalls handangetriebene DL 12 vorgesehen. Die DL 18 war in dieser Zeit eine bei kleineren Feuerwehren weit verbreitete Bauart.
Seit den 1960er Jahren wurden aber auch dort, bedingt durch die zunehmende Errichtung höherer Gebäude, größere Drehleitern mit maschinellem Antrieb wie die DL 30 üblich. 1971 wurde die Norm aufgeteilt: DIN 14701 beschrieb nur noch maschinell angetriebene Typen, DIN 14702 die DL 18 mit Handantrieb; die selten gebaute DL 12 entfiel.
Im Jahr 1985 wurde die DL 18 in DL 16-4 mit Handbetrieb umbenannt. Heute sind DL 16-4 nur noch äußerst selten bei Feuerwehren vorhanden, in deren Einsatzgebiet entweder keine höhere Bebauung vorliegt oder enge Gassen, etwa in der Altstadt, den Einsatz einer größeren Drehleiter unmöglich machen. Sie entsprechen jedoch keiner aktuellen Norm und sind technisch gesehen mangels hydraulischen Hubs keine Hubrettungsfahrzeuge. Ersetzt werden sie, wenn enge Bebauung dies erfordert, durch genormte DLK 12-9.
Durch die Verwendung von Frontlenkern statt Haubenwagen wuchsen Drehleitern in die Höhe, Schwerpunkt und Durchfahrtshöhe veränderten sich nachteilig. 1980 lieferte Magirus-Deutz die erste DLK 23-12 n. B. (n. B. = niedere Bauart). Mit Hilfe eines Fahrerhauses vor statt über dem Motor konnte wieder eine Bauhöhe im Bereich von drei Metern erreicht werden.
Im Jahr 2015 stellte Magirus auf der Interschutz die M68L vor, welche mit einer Höhe von 68 m aktuell die höchste Drehleiter der Welt darstellt.

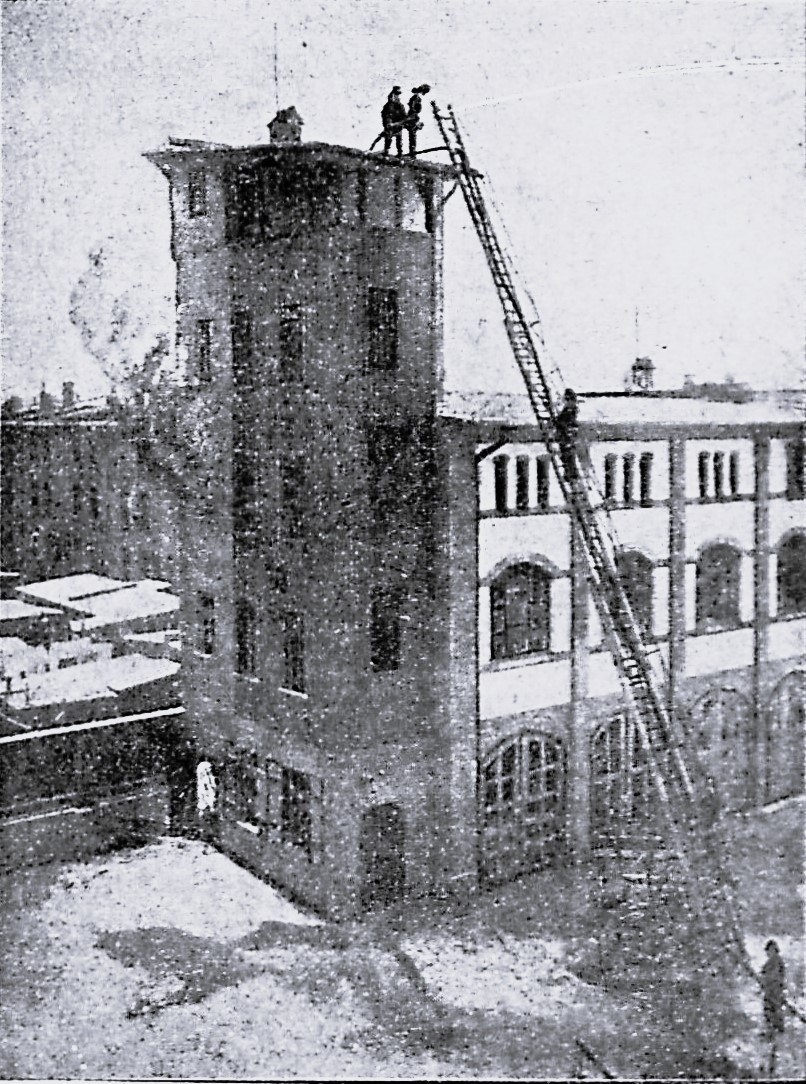
Übung mit der neuen Magirusleiter und Rauchhelm am Steigerturm der St. Lorenz-Feuerwache (1902)
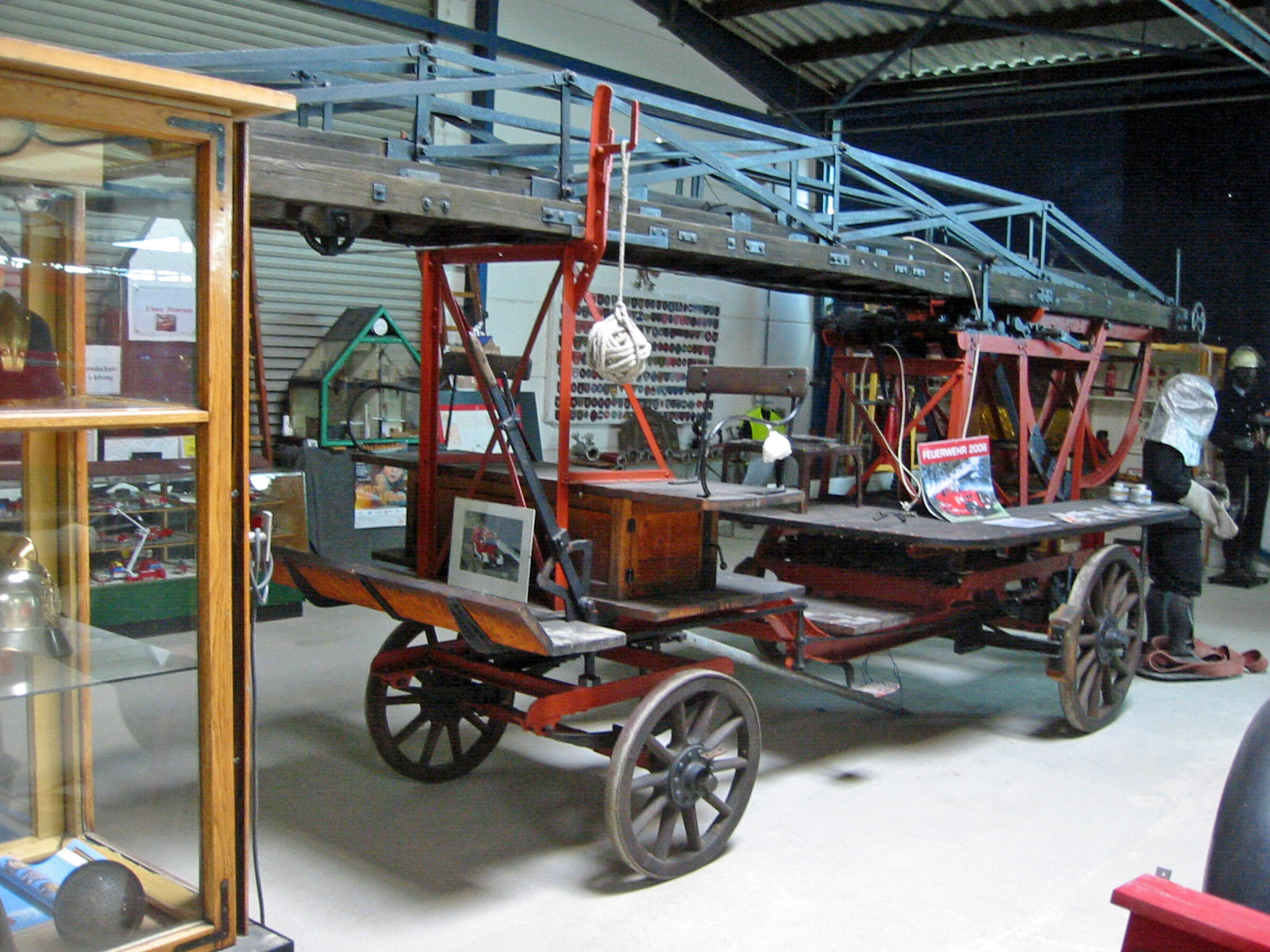
Pferdegezogene Drehleiter, Rheinland-Pfälzisches Feuerwehrmuseum Hermeskeil
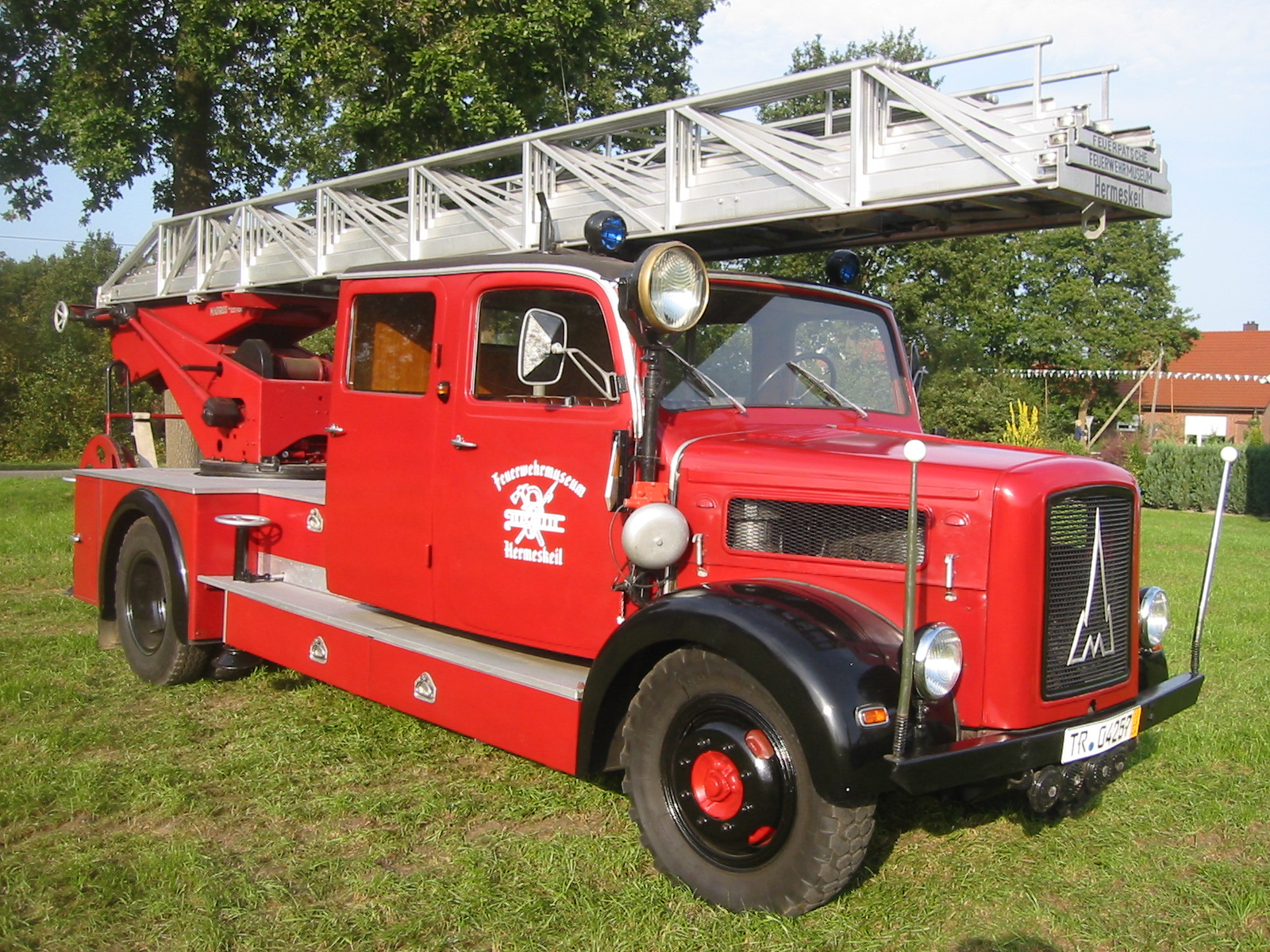
Historische Drehleiter von 1952, Rheinland-Pfälzisches Feuerwehrmuseum Hermeskeil
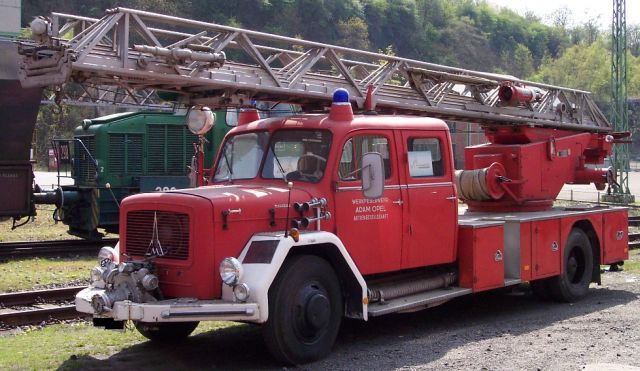
Historische DL 25+2 auf Magirus-Deutz
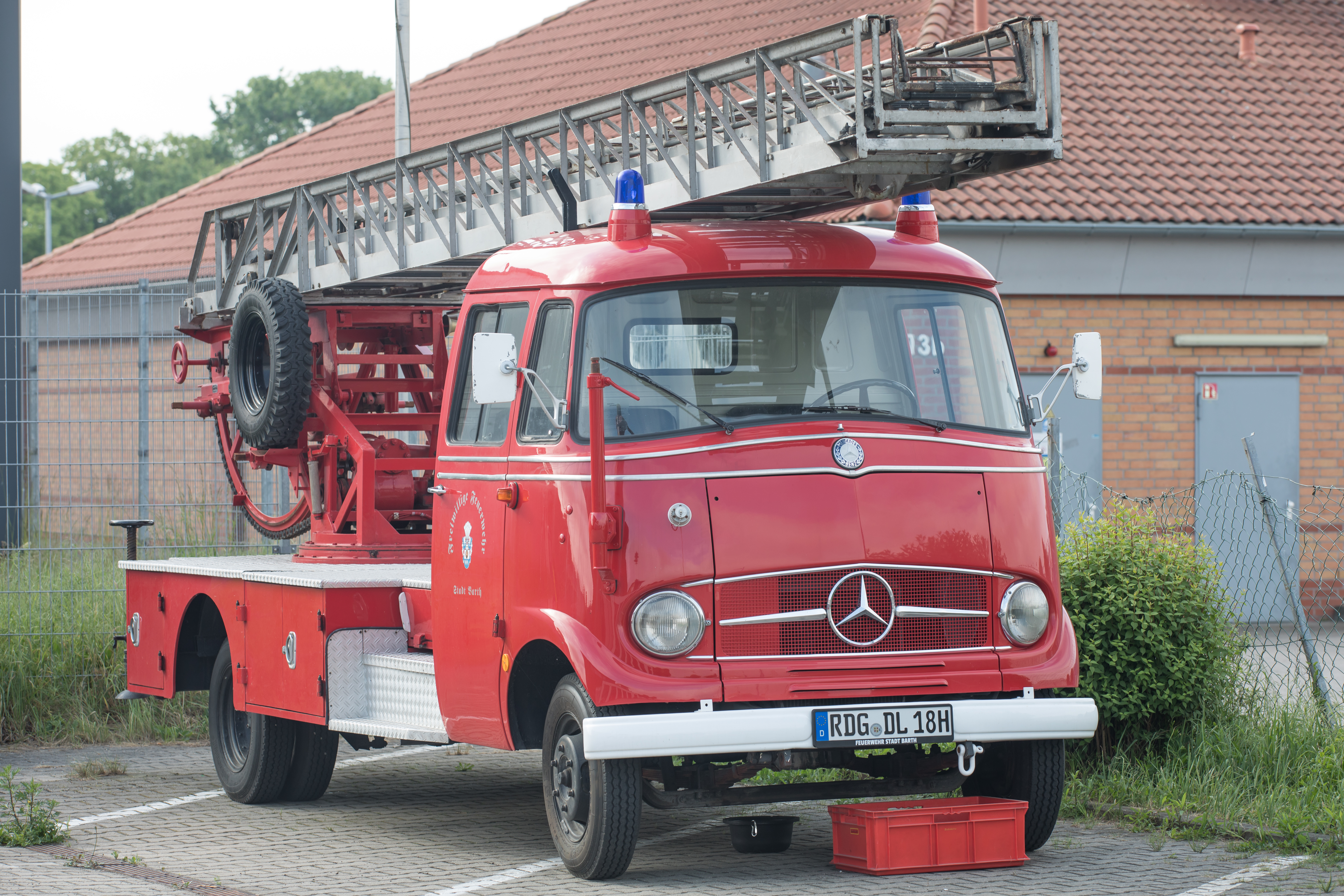
DL 18 der Feuerwehr Barth (nach DIN 14701) mit Handantrieb aus Baujahr 1967.
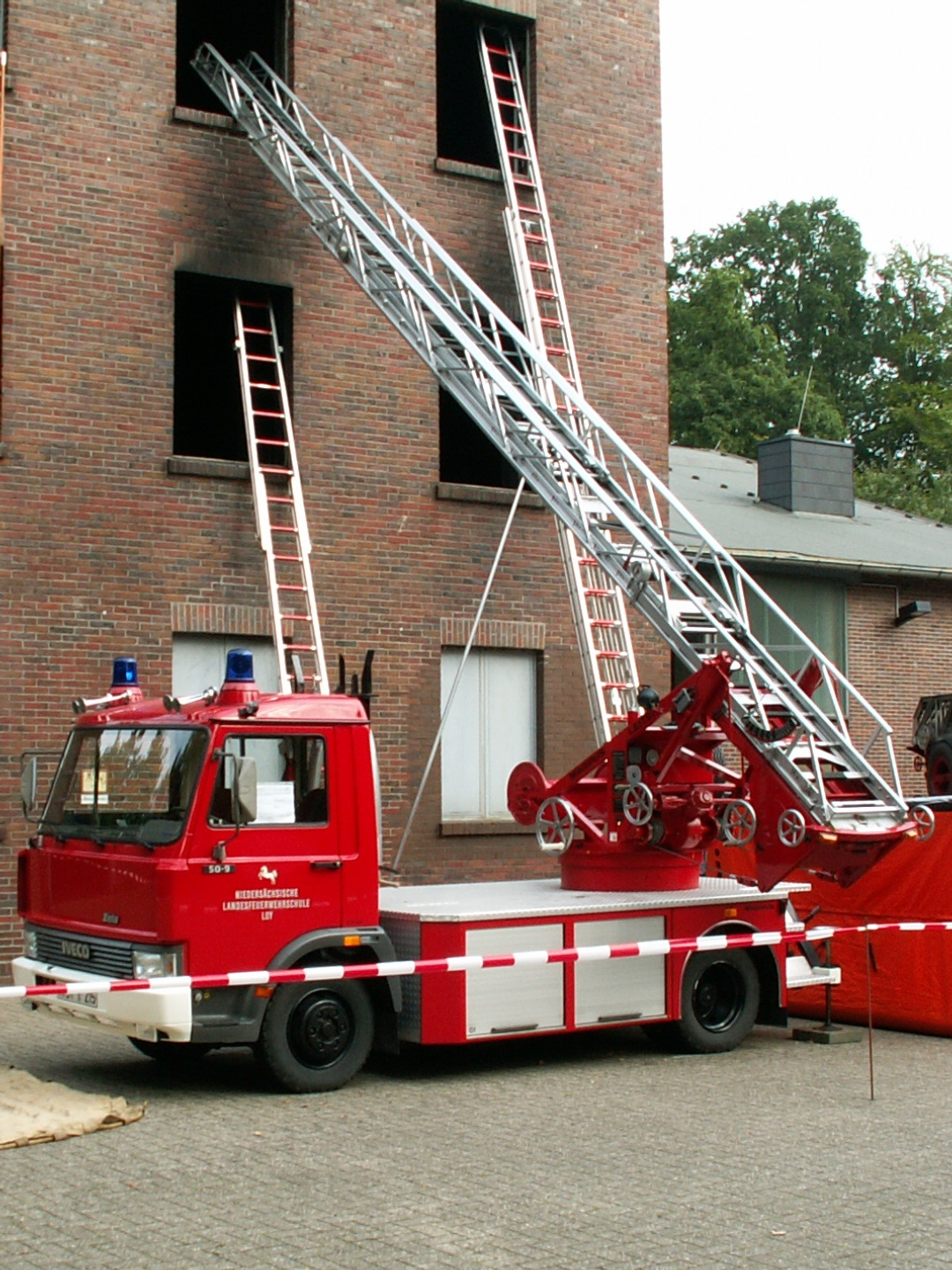
DL 16-4 mit Handantrieb
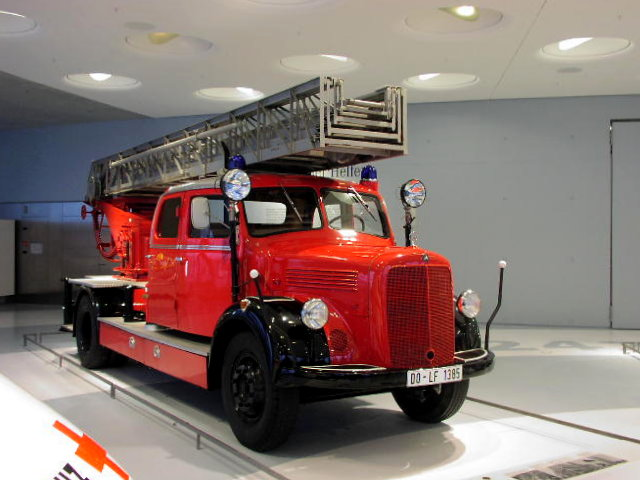
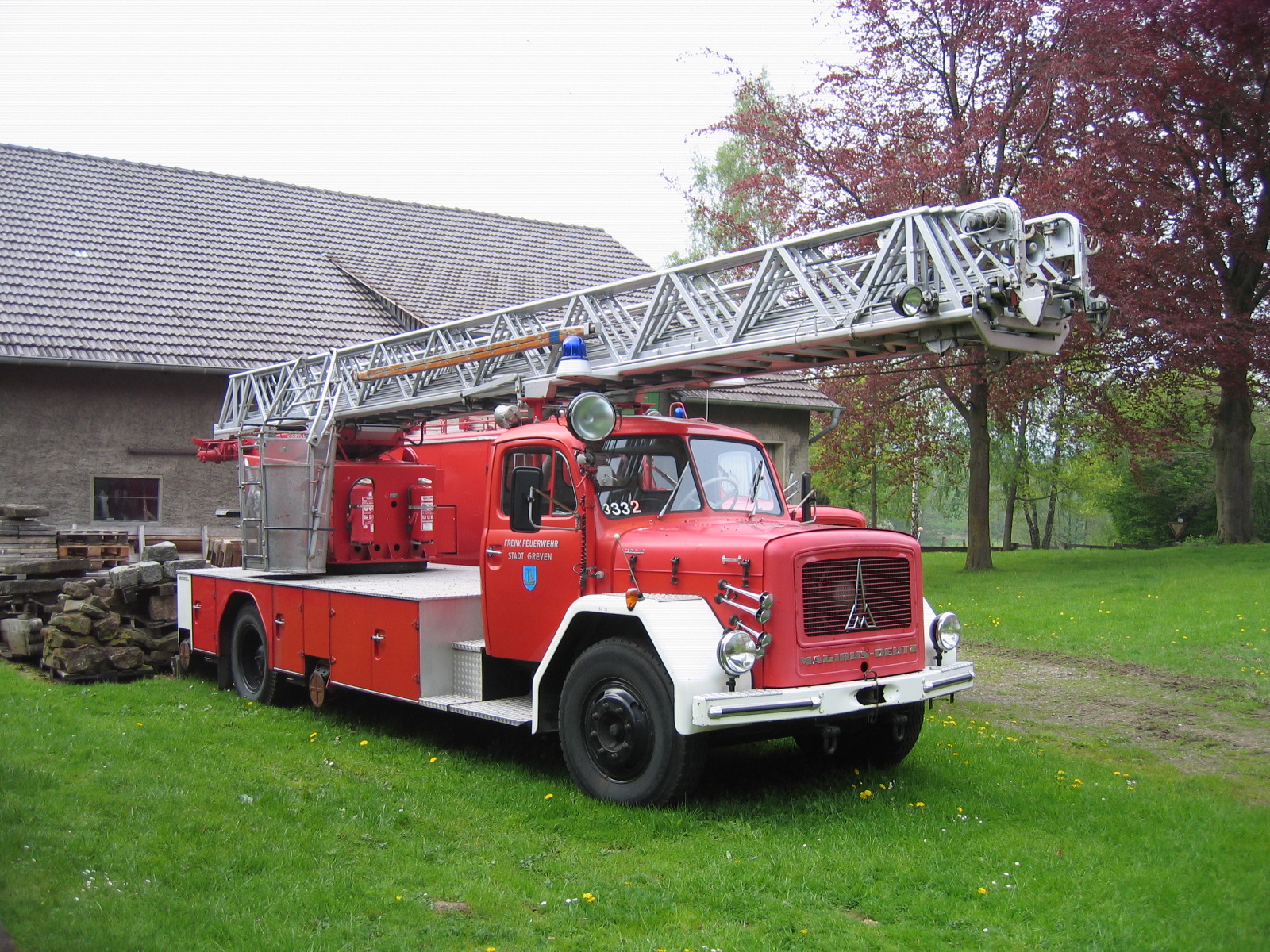
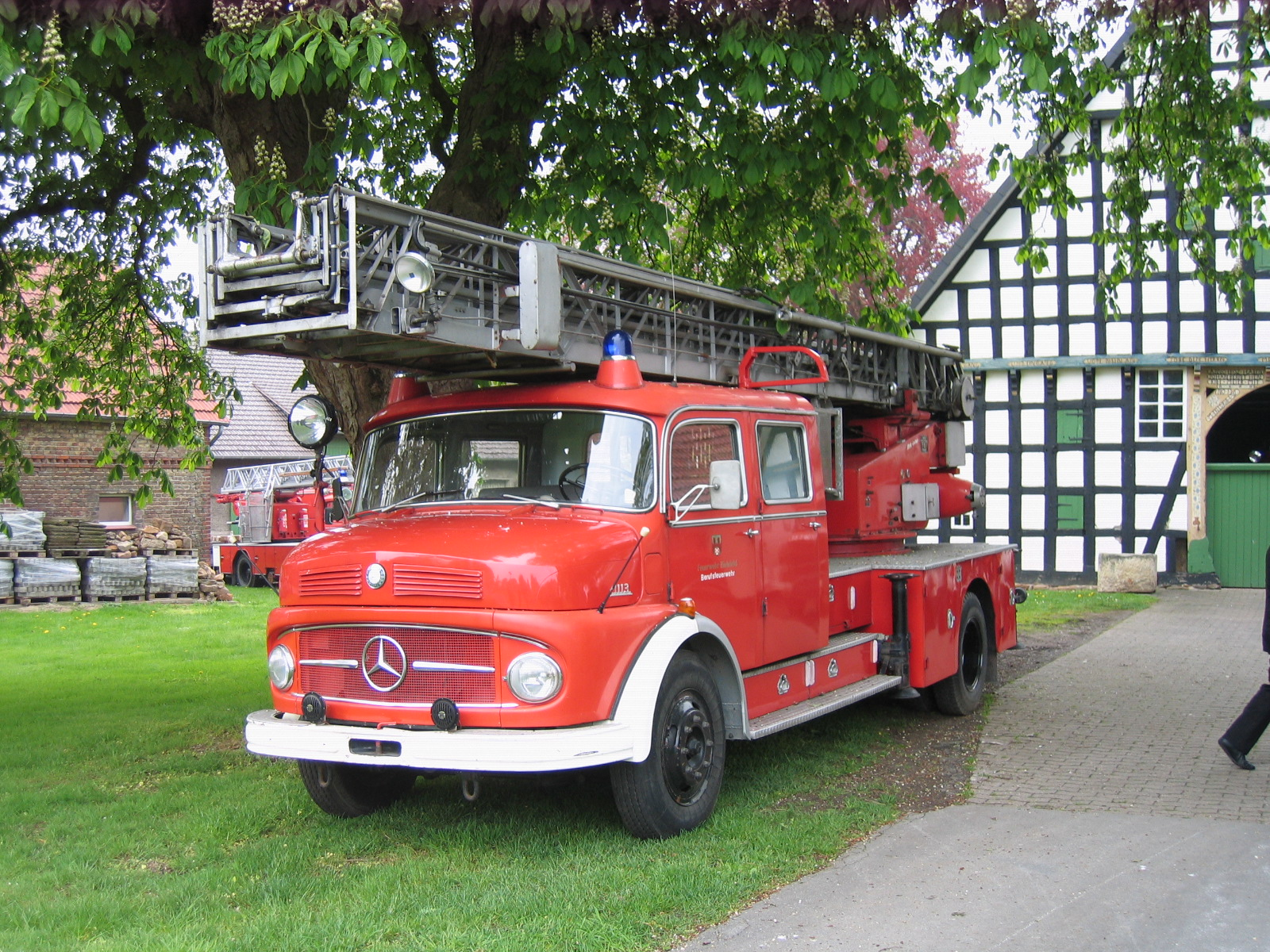
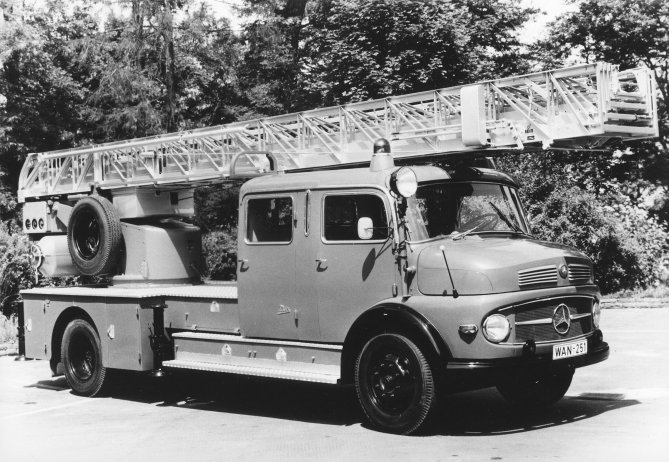
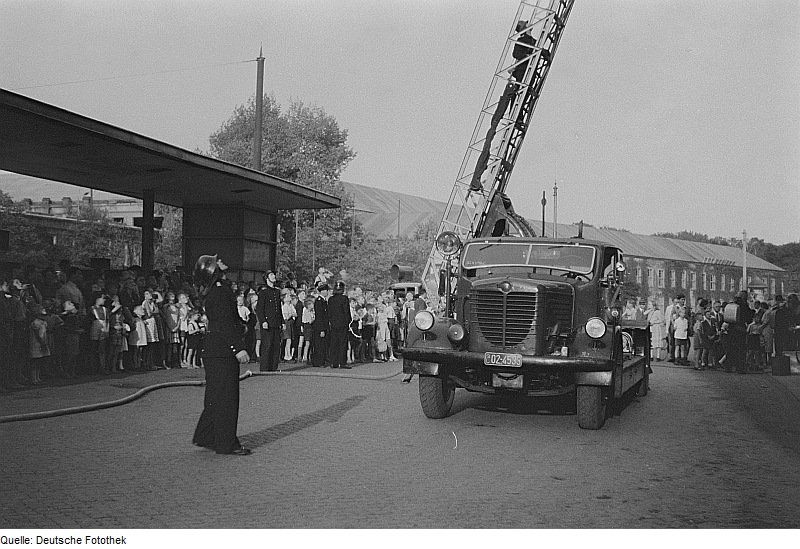
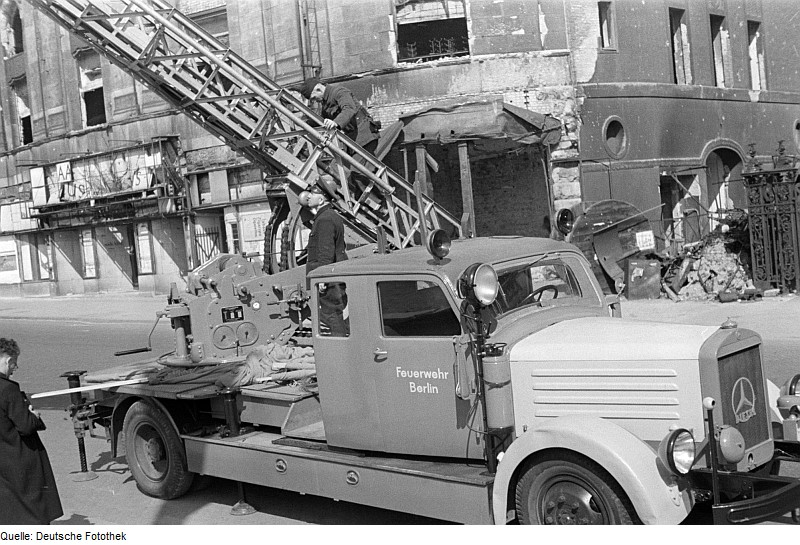
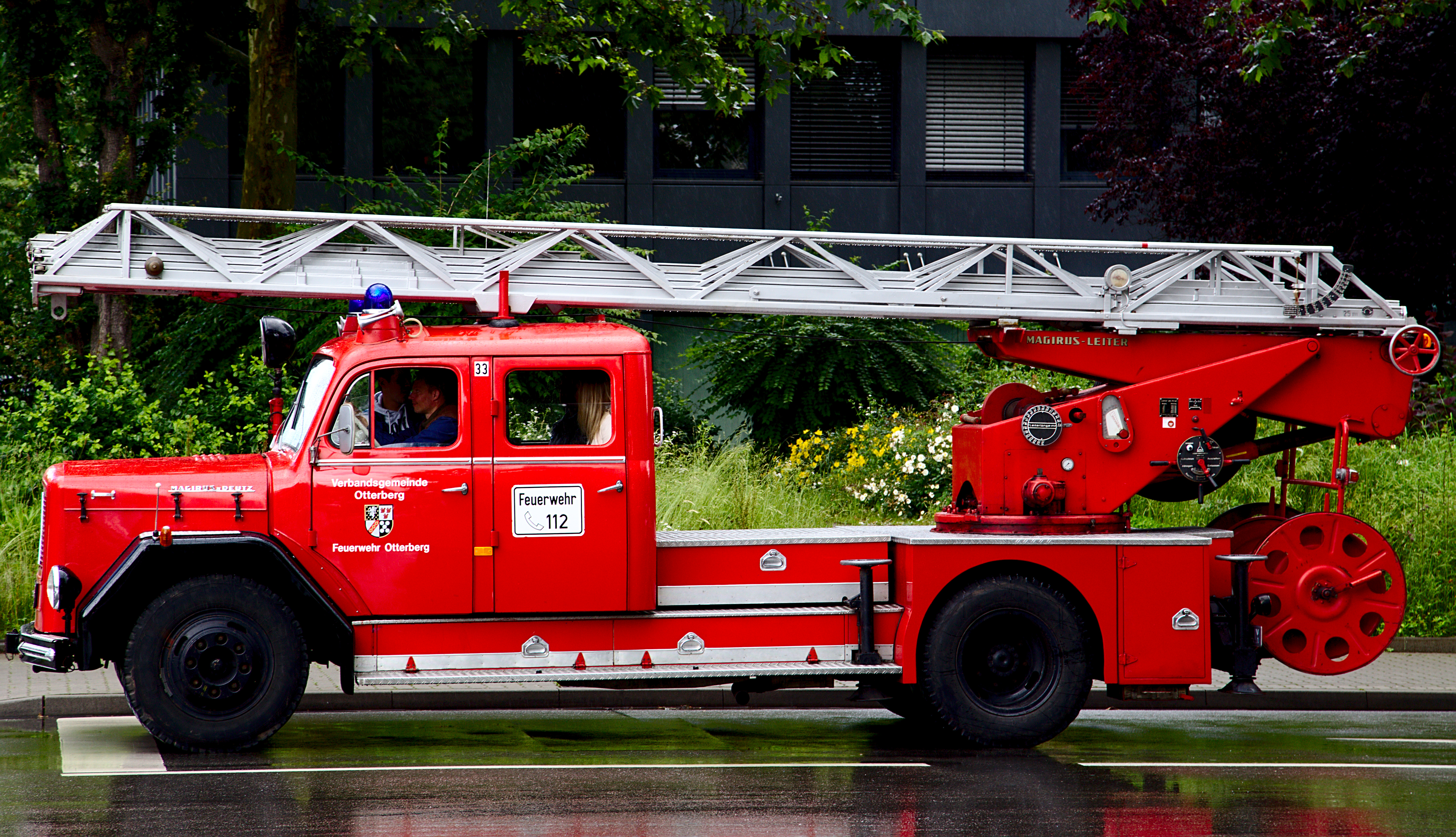
DL25 von Magirus, Baujahr 1964, Feuerwehr Otterberg
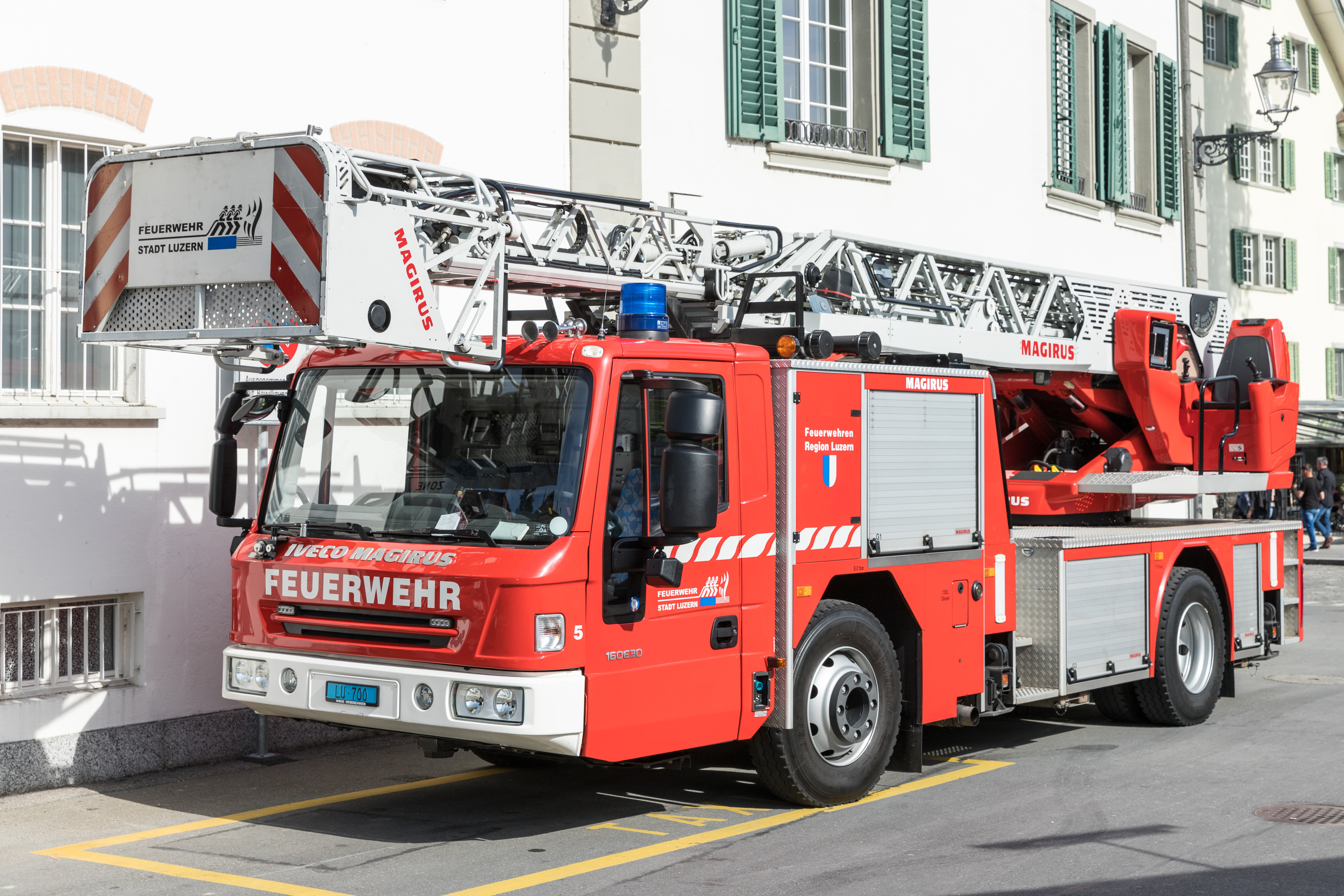
IVECO Magirus 160E30 Drehleiter
Magirus-Deutz-Drehleiter mit ausgefahrener Leiter

### Drehleitern in der DDR

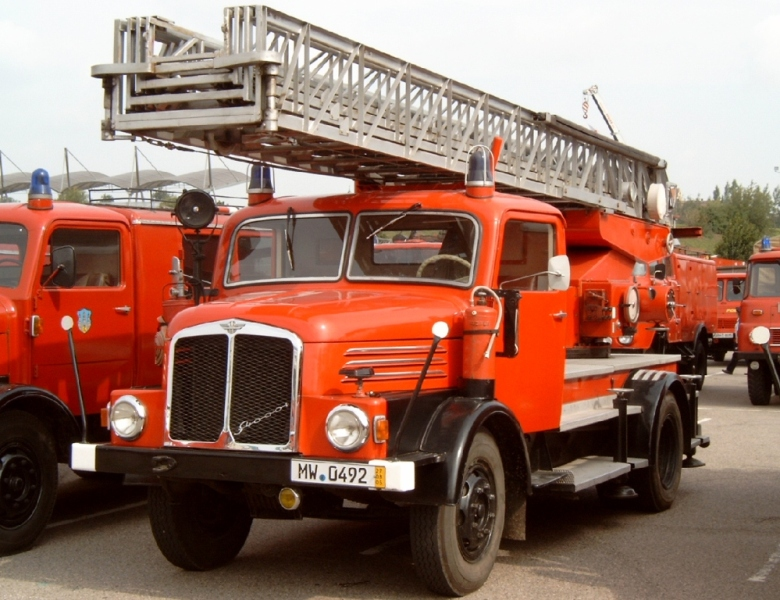
Historische DL 25 auf S4000-1

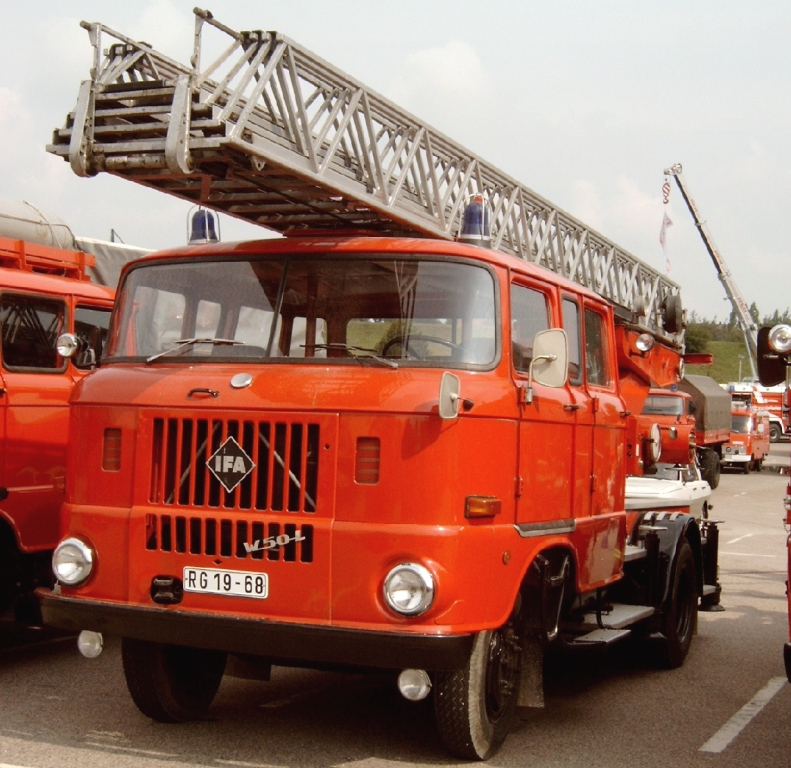
DL 30 mit Doppelkabine auf IFA-W50-Fahrgestell

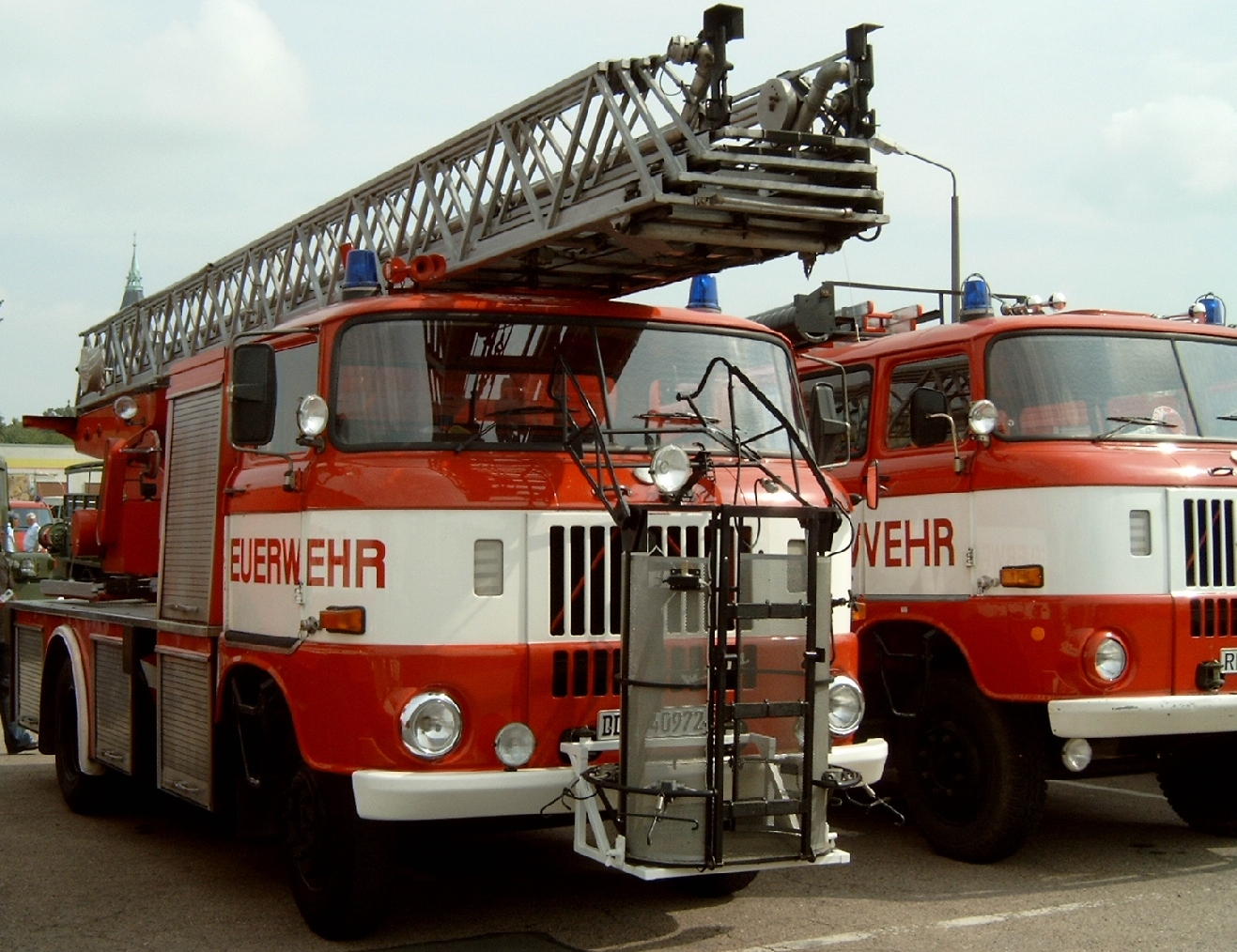
Drehleiter DL 30.01 mit Einmannkorb auf IFA-W50-Fahrgestell

Die Feuerwehrfahrzeuge in der DDR waren landesweit einheitlicher als dies in Westdeutschland der Fall war. Dies ist darauf zurückzuführen, dass es nach dem Zweiten Weltkrieg in der Sowjetischen Besatzungszone keine Hersteller von Drehleiterfahrzeugen gab. Die den Krieg überdauernden Fahrzeuge wurden instand gesetzt und mussten mitunter an größere Feuerwehren abgegeben werden.
Der VEB Feuerlöschgerätewerk Luckenwalde (FGL) erhielt um das Jahr 1955 den Auftrag, die Produktion von Drehleitern vorzubereiten. Dabei stellte sich das Problem, dass die in der DDR verfügbaren Lkw-Fahrgestelle unpassend waren. Der H3A erwies sich als zu leicht, der H6 als zu groß, passende Importe aus den RGW-Staaten waren nicht verfügbar. Die Entwicklung einer 30-Meter-Leiter (DL 30) für das Niederrahmenfahrgestell N7 wurde nach mehreren Problemen eingestellt und schließlich im Jahr 1962 eine 25-Meter-Leiter (DL 25) für den neuen IFA S4000-1 vorgestellt. Von diesem Modell wurden in den Jahren 1962 bis 1969 in Luckenwalde insgesamt 62 Stück produziert. Der hydraulisch aufrichtbare Leiterpark wurde durch eine 1,5 m lange Aufstiegsleiter und eine 1,5 m lange Korrekturleiter am Leiterende ergänzt. Am oberen Ende der Leiter konnte ein Wendestrahlrohr montiert werden.
In der Folge gab es Festlegungen auf bestimmte Fahrgestelle für die einzelnen Drehleitertypen. Es existierten folgende Modelle:
- DL 18 auf Robur LO 1801
- DL 22 und DL 25 auf IFA S4000-1,
- DL 30.[10] auf W50, Doppelkabine
- DL 30 K mit zusätzlichem Rettungskorb (zum Transport unter der Drehleiter angebracht)
- DL 30.01 auf W50, mit Serienfahrerhaus, Sprungpolster und Rettungskorb (zum Transport vor dem Fahrerhaus angebracht)

Erwähnenswert sind einzelne Gegenstände der feuerwehrtechnischen Beladung der DDR-Leitern. Diese enthielt unter anderem eine Zahnstangenwinde 5 MP, Arbeitsstellenscheinwerfer, Signaltaschenlampen, eine Klappleiter, Deckenabstoßeisen sowie ein Höhenmaß. Ein BOS-Funk war in der DDR nicht vorhanden, es wurde die auch bei der NVA genutzte Technik (teilweise aus sowjetischer Produktion) eingesetzt oder UKW-Funksprechverkehr genutzt.
Mit der DL 30.01 wurde die letzte Drehleitergeneration auf IFA-W50-Fahrgestell ab den Baujahren 1987 eingeleitet. Die Drehleiter war Teil des längst geplanten Ganzmetallkoffer-(GMK-)Fuhrparks der Feuerwehrgeneration aus dem VEB Feuerlöschgerätewerk Luckenwalde. Das Fahrzeug wurde mit der Serienkabine in Ganzstahlbauweise ausgestattet und bietet der Truppbesatzung (0/2/2) entsprechend Platz.
Als Neuentwicklung gegenüber ihren Vorgängerleitern zeichnet sich die DL 30.01 als modernere und flexibel einsetzbare Drehleiter für die Rettung aus Höhen bis 30 Meter und als Arbeitsgerät für spezielle Aufgaben der technischen Hilfeleistung, Beleuchtung und/oder als Löschgerät aus.
Ein Einhängekorb, der in der Marschlage an der Fahrzeugfront angebracht wurde, konnte zügiger und leichter als beim Vorgängermodell an die Leiter angebracht werden. Der Rettungs- bzw. Arbeitskorb war für eine Person zugelassen. Nach der Wende wurden diese Arbeitskörbe aus sicherheitstechnischen Gründen im Einsatz verboten, so dass diese Fahrzeuge ohne Arbeitskorb zum Einsatz fuhren. Im Aufbau hinter der Fahrerkabine waren diverse Gerätschaften zur technischen Hilfeleistung und zum Löschangriff verstaut, darunter ein Sprungpolster SPP 40 und ein tragbarer Leichtschaumgenerator LSG 4/400 T samt Schaumlutte. Das Sprungpolster war eine Neuentwicklung aus Dederongewebe mit Polyurethanbeschichtung und besaß eine Kantenlänge von 6 × 6 Metern. Zusätzlich waren Luftpolster an drei Seiten angebracht, um ein unkontrolliertes Herabstürzen der aufgefangenen Person abzufangen. Die Entfaltung des Sprungpolsters SPP 40 zur Menschenrettung war in 90 Sekunden mittels Leichtschaumgenerator LLG 4/400 T als Lüfter vorgesehen. Sprunghöhen bis zu 50 Meter waren mehr oder weniger mittels guten Zuredens möglich.
Die nun seitlichen Stauräume konnten mit einigen Geräten wie Motorkreissäge, Trennschleifer, Schaumstrahlrohren, Standrohr, Schläuchen (30 m) und zusätzlichen Halogenscheinwerfern mit 500 Watt bestückt werden. Der Leiterpark konnte nun vom seitlichen Steuerstand mit Sitzplatz bedient werden. Der Drehkranz wurde gegenüber dem Vorgängermodell leicht verändert und trug zusätzlich ein Stromaggregat mit einer Leistung von 4 kVA und die wasserführende Armatur. An der Leiterspitze konnte für den Löschangriff ein Wasser- oder Schaumwerfer (Mittel- oder Schwerschaum) montiert werden, der über zwei festinstallierte C-Rohre auf der Leiter gespeist wurde. Eine an der Leiterspitze angebrachte Korrekturleiter war ausziehbar so angebracht, dass sie zum Einschlagen der Fenster für den Innenangriff verwendet werden konnte, somit war der Erstangriff über Balkon oder Fenster ins Gebäude effektiver möglich. Halogenscheinwerfer konnten zur Ausleuchtung der Einsatzstelle zusätzlich auf der Leiter angebracht und vom Bedienstand aus bewegt werden. Im Hebeeinsatz war eine Tragkraft von einer Tonne vorgesehen. Die Sicherung der Leiter wurde über hydraulische Schrägabstützungen gewährleistet.
Die DL 30.01 auf W50 L erreicht eine Höchstgeschwindigkeit von 75 km/h und besitzt einen Vierzylinder-Viertakt-Dieselmotor mit 125 PS (91,9 kW) Leistung. Zur technischen Hilfeleistung, Brandbekämpfung und/oder Gefahrenbeseitigung wurde die Drehleiter meist zusammen mit anderen Feuerwehrfahrzeugen eingesetzt.

## International

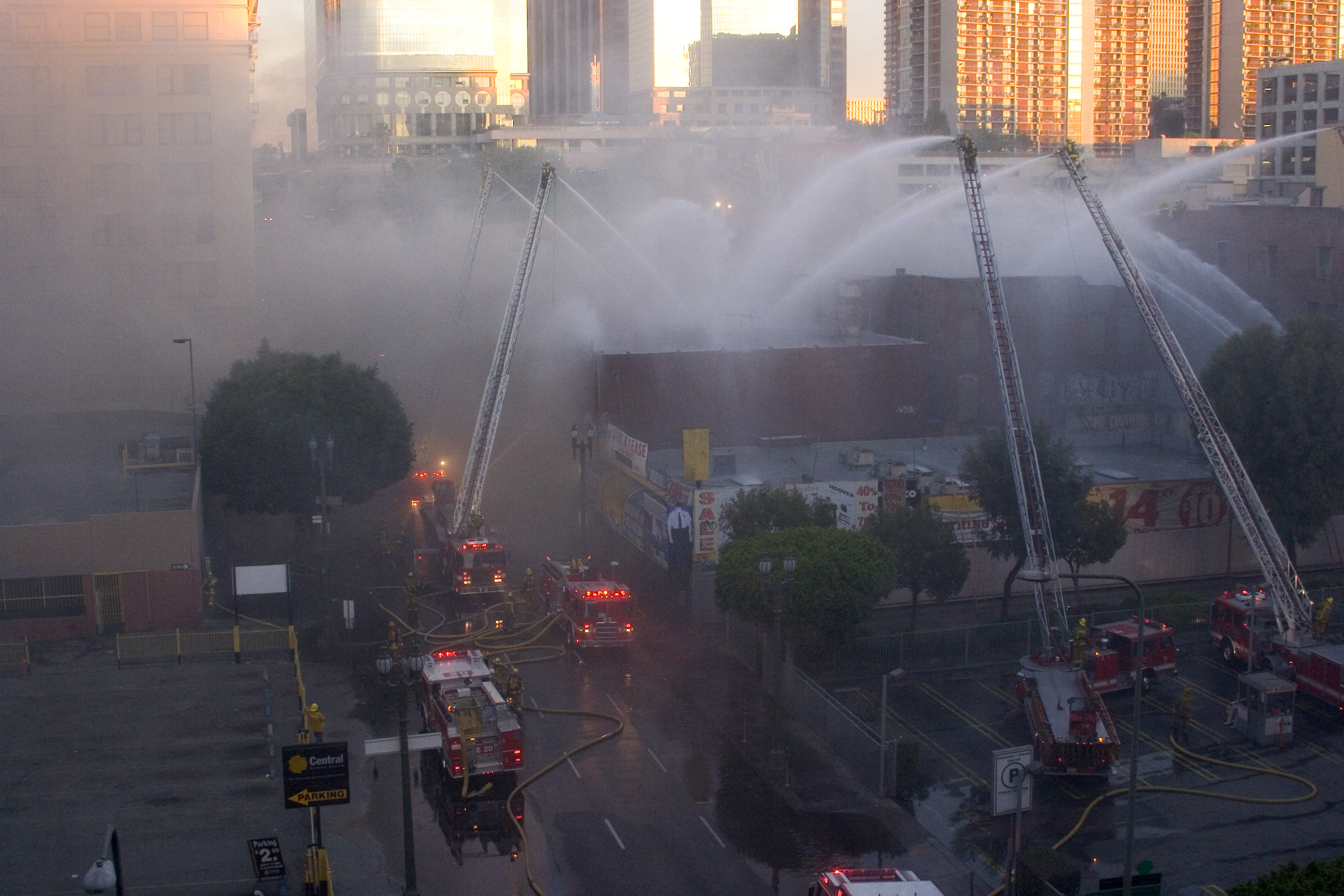
Ladder Trucks im Einsatz in Los Angeles

Bei den Feuerwehren in den USA kommen vielfach Drehleitern zum Einsatz, die auf wesentlich schwereren Fahrgestellen aufgebaut sind als im deutschsprachigen Raum. Die sogenannten Ladder Trucks in den größeren Städten der USA verfügen im Regelfall über eine Leiterlänge von 90 oder 100 Fuß, was den 30 Metern einer deutschen DLK 23-12 recht genau entspricht. Das höhere Gewicht erklärt sich durch eine deutlich umfangreichere Beladung, und häufig auch durch eine schwerere Ausführung für höhere Korblast. Die Rüstzeit dieser Leitern liegt oberhalb der 55 bis 65 Sekunden (von Fahrzeugstopp bis Rettungshöhe), die von europäischen Vollautomatik-Leitern der Hersteller Magirus, Rosenbauer und Gimaex erreicht werden, aber noch unterhalb der von Teleskopmasten. Weitere Unterschiede ergeben sich in steilem Terrain: Einige US-Leitern sind nicht dafür eingerichtet, Neigungen auszugleichen, sondern müssen mit ihren Stützen waagerecht ausgerichtet werden. In ungünstigem Terrain kann sich deshalb die Rüstzeit um Minuten verlängern, oder der Einsatz ganz unmöglich sein. Der schwerere, langsamere Leitersatz ist aber auch billiger: Preise für US-Beschaffungen liegen trotz der großen Fahrgestelle, der Pumpen, und der weit umfangreicheren Beladung zumindest nicht höher als bei Beschaffungen vollautomatischer Leitern in Mitteleuropa. Obwohl die europäischen Hersteller auf Messen und Vorführungen in den USA die höhere Geschwindigkeit ihrer Produkte oft genüsslich vorzeigen, ist der gesamte Verkaufserfolg gering.
Es werden mehrere Arten von Drehleitern eingesetzt. Die Standarddrehleiter in New York ist ein Ladder Truck, auch kurz Truck genannt. Es handelt sich um eine 100 Fuß (ca. 30 m) lange Leiter ohne Korb. Diese Drehleitern werden auch als Turntable Ladders bezeichnet. Diese Fahrzeuge haben anders als in Deutschland ein vielseitigeres Aufgabengebiet. Neben den klassischen Aufgaben einer Drehleiter werden die Ladder Companies auch zu technischen Hilfeleistungen gerufen. Die Drehleitern sind dafür mit umfangreichem technischen Gerät ausgestattet. Auch Drehleitern mit Tank und Pumpe sind in den USA keine Seltenheit.

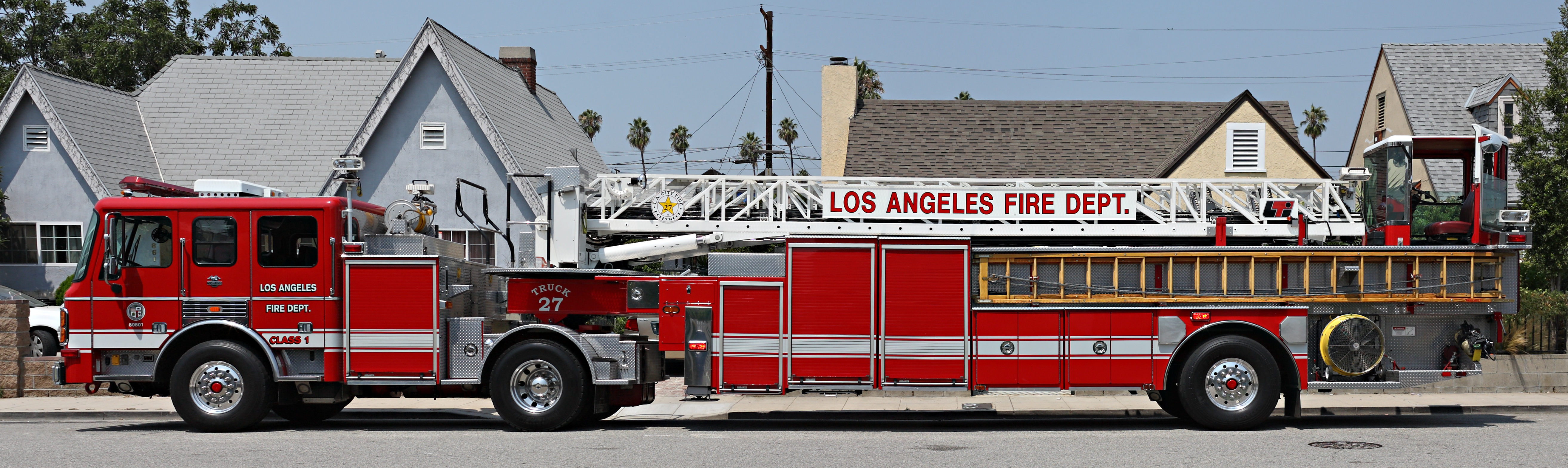
Als Tiller Truck aufgebaute Drehleiter der Feuerwehr von Los Angeles.
Der Tillerman hat seinen Arbeitsplatz in der Kabine ganz rechts im Bild.

Eine weitere Art der Drehleiter sind die so genannten Tiller Trucks. Es handelt sich hierbei um ein als Sattelschlepper ausgeführtes Fahrzeug mit einer 100-Fuß-Leiter. Hinten am Fahrzeug befindet sich ein zusätzlicher Fahrerplatz, auf dem eine Einsatzkraft, der Tillerman, die Hinterachse in Funktion eines Schwiggers separat lenken kann. Dies macht diese Fahrzeuge wendiger als die herkömmlichen Ladder Trucks, weshalb sie in Großstädten sehr geschätzt werden. Den Drehleitern auf starren Lkw-Fahrgestellen mit Hinterachszusatzlenkung, wie sie von allen wichtigen europäischen und mittlerweile auch einigen amerikanischen Herstellern angeboten werden, sind sie allerdings in der Wendigkeit unterlegen.
In den USA werden Drehleitern mit Rettungskorb als Tower Ladder bezeichnet, weil es noch zahlreiche Leitern ohne Korb gibt. Teleskopmastbühnen werden als „platform“ bezeichnet. Diese Fahrzeuge haben einen Korb und eine festinstallierte Steigleitung für ein Wenderohr.

## Drehleiter-Hersteller
Der weltgrößte Hersteller von Drehleitern ist das Unternehmen Magirus in Ulm. Dieses geht auf die frühere Nutzfahrzeugmarke Magirus-Deutz (in den 1950er bis 1970er Jahren ihrerseits Marktführer für Drehleitern in Deutschland und Europa) und die von Conrad Dietrich Magirus gegründete Feuerwehrgerätefabrik Magirus zurück. Der Begriff Magirusleiter ist daher zum Gattungsnamen geworden.
Der zweite große Hersteller von Drehleitern in Deutschland ist die Firma Rosenbauer Karlsruhe. Ehemals unter dem Namen Metz wurden hier schon seit dem Jahr 1913 Drehleitern produziert, bevor 1998 die Eingliederung zu Rosenbauer folgte.
Vor der deutschen Wiedervereinigung gab es auch eine Drehleiterproduktion von IFA in der DDR.